# Thénia
Pour les articles homonymes, voir Thénia (homonymie) et Ménerville (homonymie).
Thénia (Tizi n At Ɛica en kabyle, transcrit ⵜⵉⵣⵉ ⵏ ⴰⵜ ⵄⵉⵛⴰ en Tifinagh ; Ménerville pendant l’époque française) est une commune algérienne de la wilaya de Boumerdès, dans la daïra de Thénia, à la limite est de la Mitidja.

## Géologie
La topographie de la côte kabyle est caractérisée par la succession à partir du rivage actuel et jusqu'à une altitude de plus de 300 mètres, d'une série de gradins, disposés les uns au-dessus des autres comme les marches d'un escalier.
Ces marches interrompent brusquement la continuité des pentes, en général très rapides, qui bordent le littoral Kabyle.
L'étude géologique de la région de Thénia au niveau du Cap Marsa, peu étendu en surface et formant un rocher qui s'avance dans la mer, révèle qu'en arrière il est recouvert par un cordon de dunes au-delà duquel on retrouve les terrains sédimentaires de la série tertiaire.
Dans le massif de Sidi-Fredj, au nord de Thénia, des galets roulés d'origine locale, sont situés à 432 mètres. On note la présence au sud de Thénia, sur le mont Soumâa (Thala Oufella, Habedda), de nombreux graviers roulés de quartz blanc jusqu'à une altitude de 200 mètres au moins.
La carte géologique de Thénia montre la complexité des formations groupées autour du Col des Béni Aïcha, et explique la nature variée des terrains de la région avoisinante.

### Massif ancien
Le massif des Khachna à Thénia est une dépendance du massif ancien de la Kabylie.
Il appartient aux plus anciennes formations géologiques du littoral algérien, que l'on désigne sous le nom de terrains archéen et précambrien.

### Roches éruptives
Le versant sud de Thénia et toute la partie orientale du massif des Khachna sont constitués par des roches d'origine interne, des granites à grain plus ou moins fin, dont l'émission s'est produite vers la fin de l'Éocène.

### Formations tertiaires
La dépression de Thénia, ainsi que les collines qui en dépendent, la région mamelonnée qui s'étend à l'est et la plate-forme qui s'abaisse vers l'ouest, sont constituées par des terrains de nature variée qui se sont déposés aux diverses phases de la période néogène, et dont le ravinement et le creusement par les eaux courantes se sont effectués depuis la fin de l'époque pliocène.
Les premiers dépôts marins à Thénia appartiennent à la période tertiaire et ont été désignés sous le nom d'étage Cartennien. Ils se composent d'une puissante accumulation de débris roulés, cimentés en poudingue plus ou moins compacte, de toutes les roches du massif ancien des Khachna, sur le bord duquel ces fragments arrachés ont été déposés sur le rivage.
Les dépôts tertiaires du miocène moyen ont en partie comblé le détroit de Thénia, d'où la mer s'est momentanément retirée pour revenir, durant la phase suivante, déposer une assise d'argiles et de grès jaunâtres et rougeâtres, qui ont conservé des bancs entiers de très grandes huîtres à coquille épaisse, que l'on retrouve sur différents points au sud-est de Thénia, à 3 kilomètres sur la ligne de Bouira, et à l'ouest, vers le marabout Sidi Bouzid.
Ces dépôts de la deuxième époque miocène moyen correspondent à l'étage helvétien.
Une émersion par suite de l'exhaussement du détroit de Thénia, a laissé les terrains des Béni Aïcha exposés aux actions de ravinement par les eaux superficielles, qui ont entraîné la majeure partie des limons et n'en ont laissé que des lambeaux à l'ouest et à l'est du versant sud de la dépression de Thénia.
Durant cette troisième époque miocène, correspondant à l'étage Sahélien, la mer calme et profonde dépose des argiles bleuâtres, homogènes, sauf sur les bords du rivage de Thénia, où elles sont intercalées de petites couches de sables ou de graviers, dans lesquelles se sont mieux conservées les coquilles de mollusques.
La faille de Thénia trace une limite nette au massif de granite et de liparite, en mettant ces roches en contact avec les marnes du Cartennien, et les argiles sahéliennes.
Durant la phase d'émersion qui correspond au Pliocène ancien à Thénia, les actions de ravinement par les eaux courantes se sont exercées sur les argiles sahéliennes qui ont été enlevées sur de grandes étendues, dans toute leur épaisseur, principalement à l'ouest du Col des Béni Aïcha.
Puis un nouvel affaissement de la région a ramené de l'ouest les eaux marines, toujours par la même trouée, au seuil de Thénia, mais en s'étendant cette fois sur tout le nord du massif des Khachna vers l'emplacement de Zemmouri.

### Dépôts quaternaires
Pendant la phase pléistocène (quaternaire ancien), le retrait de la mer s'est accentué progressivement par une succession de mouvements dus probablement à l'exhaussement du sol, jusqu'à la limite de ses rivages actuels de Thénia à la plage Skhirat.

## Géographie

### Situation
Thénia est le chef-lieu de la daïra du même nom, qui est composée de 4 communes : Thénia, Souk El Had, Béni Amrane et Ammal.
Bordée au nord par la Mer Méditerranée, Thénia est entourée géographiquement par Zemmouri au nord-est, Si-Mustapha à l'est, Souk El Had au sud-est, Beni Amrane au sud, Bouzegza Keddara au sud-ouest, Tidjelabine à l'ouest et Boumerdès au nord-ouest.
| Boumerdès        | Mer Méditerranée | Zemmouri    |
| Tidjelabine      | Thénia           | Si-Mustapha |
| Bouzegza Keddara | Beni Amrane      | Souk El Had |

### Routes
La commune de Thénia est desservie par plusieurs routes nationales :
- Route nationale 5 (Route de Constantine).
- Route nationale 12 (Route de Tizi Ouzou).
- Route nationale 24 (Route de Béjaïa).

### Localités

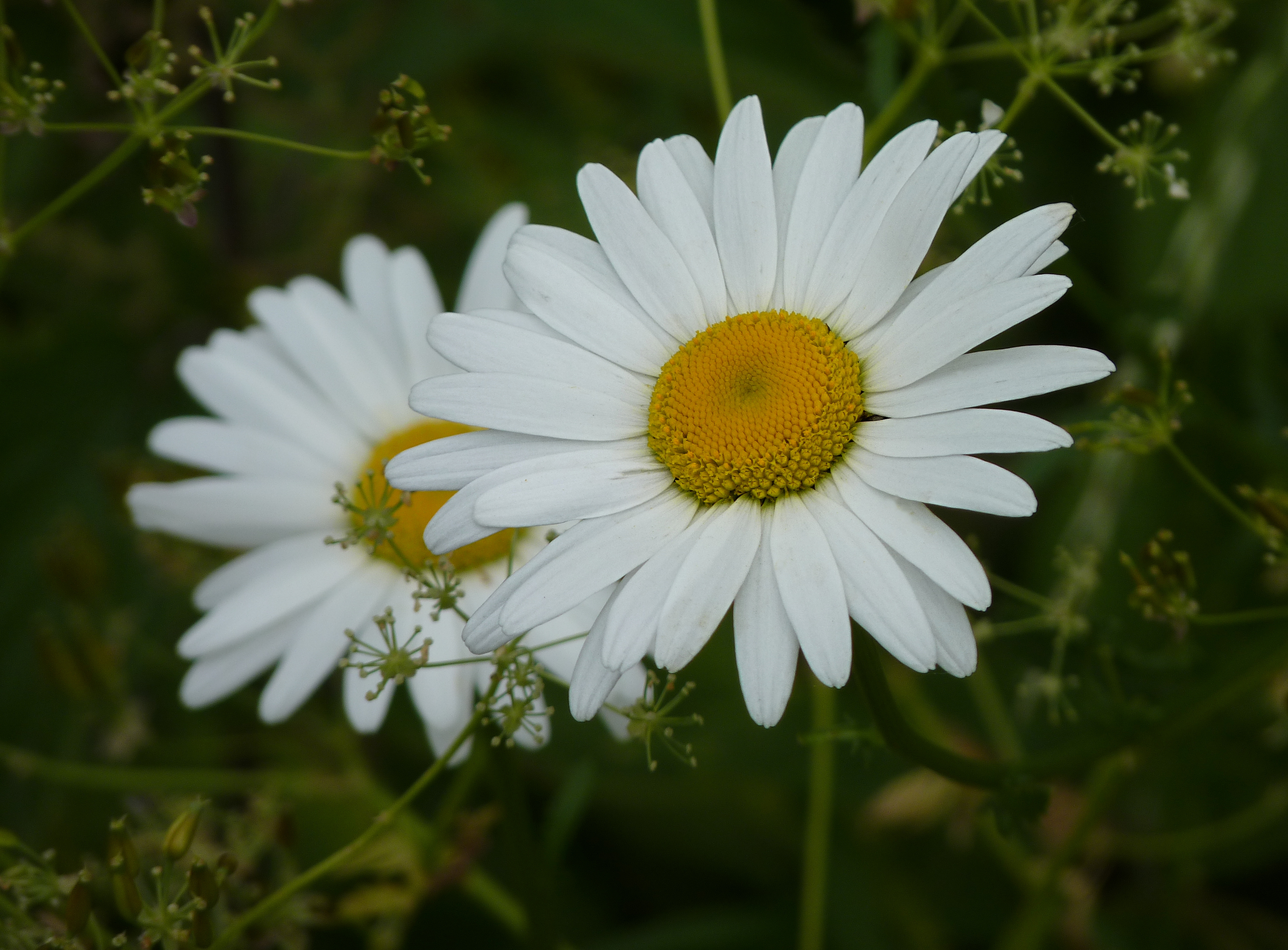
Thénia,.

La commune de Thénia compte les hameaux suivants :
- Sud de la vallée : Soumâa (Thala Oufella), Mraldène (Mrabtène), Tabrahimt, Gueddara, Mehrène, Baloule (Tbabkha), Merchicha.
- Nord de la vallée : Béni-Arab, Boukhanfar, Ouled-Ali, Tala-Maâli, Ouled-Bouhmed (se trouve de l'autre côté du versant limitant la commune de Zemmouri), Draa-Ben-Hadhoum (au pied de Djebel Bouarous du côté de la mer donnant sur la plage Skhirat aux confins de la commune du Figuier).

### Relief
La vraie limite orientale de la Mitidja n'est pas un cours d'eau ; c'est un contrefort qui se détache du petit Atlas blidéen à l'extrémité de l'arc légèrement concave que la chaîne décrit au sud de la plaine et dont la mer est la corde.
Peu saillant, mais très abrupt, ce contrefort, qui est comme le poste avancé du Djurdjura, ne peut être franchi qu'en deux endroits, au sud par un col allongé qu'on nomme le Thénia des Béni Aïcha, au nord par un passage étroitement resserré entre un escarpement de rocs boisés et la mer Méditerranée.
Le relief de la région de Thénia se prête mal aux grandes exploitations agricoles :  en 1864, les terres cultivables autour de la ville se restreignaient à 600 hectares. Le reste, des terrains très accidentés, est couvert de broussailles et de palmiers nains.
Dans cette zone, les bonnes terres arables sont en fait très rares.
De ce fait, les centres de colonisation française autour de Thénia avaient été intéressés par l'exploitation du palmier nain pour se suffire économiquement ou du moins alléger leurs charges. Ce palmier nain prend à Thénia, soit le nom du palmier dattier, tazdayt, soit le nom emprunté à l’arabe dialectal, doum.

### Littoral méditerranéen

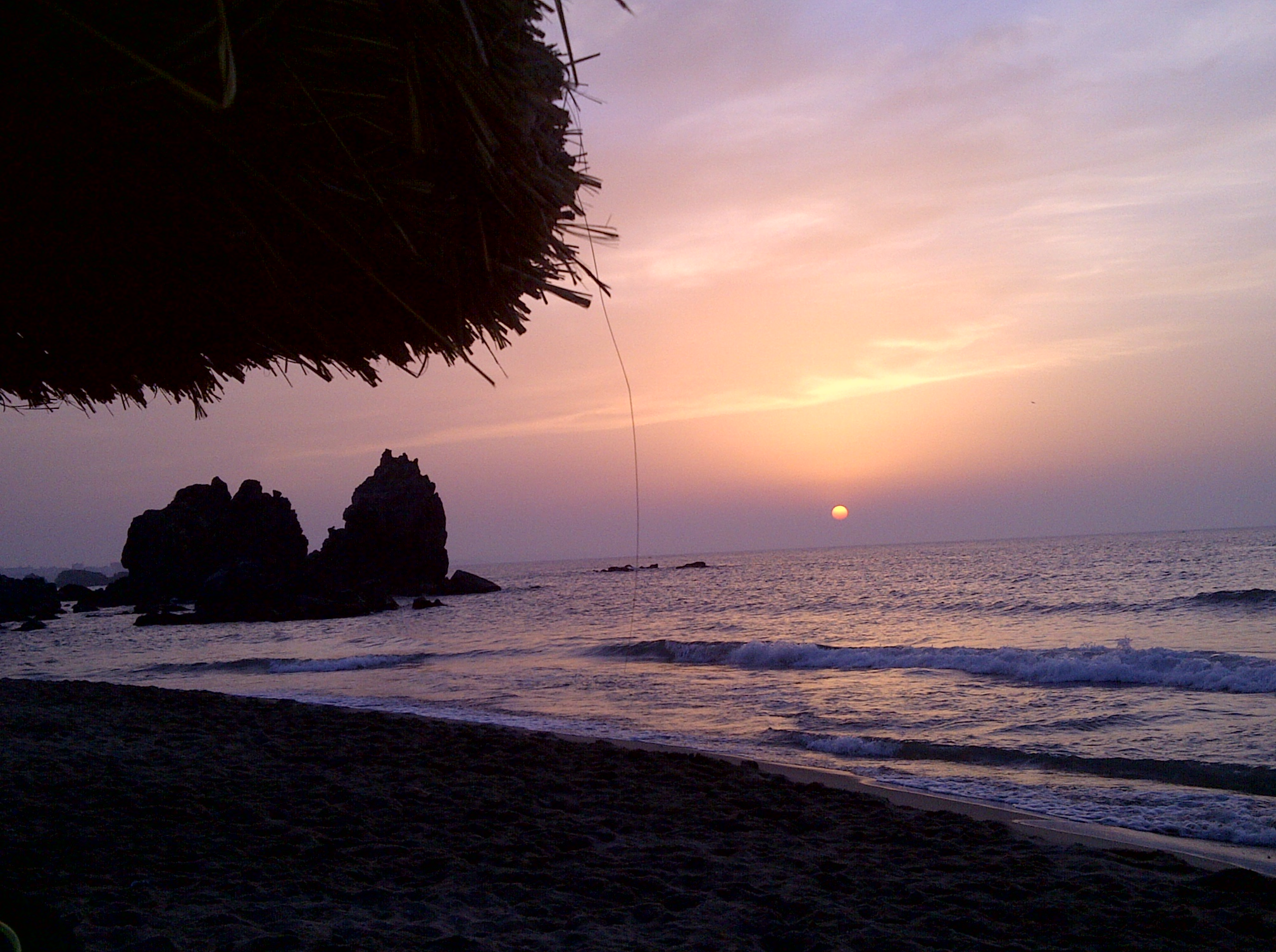
Plage Skhirat à Thénia.

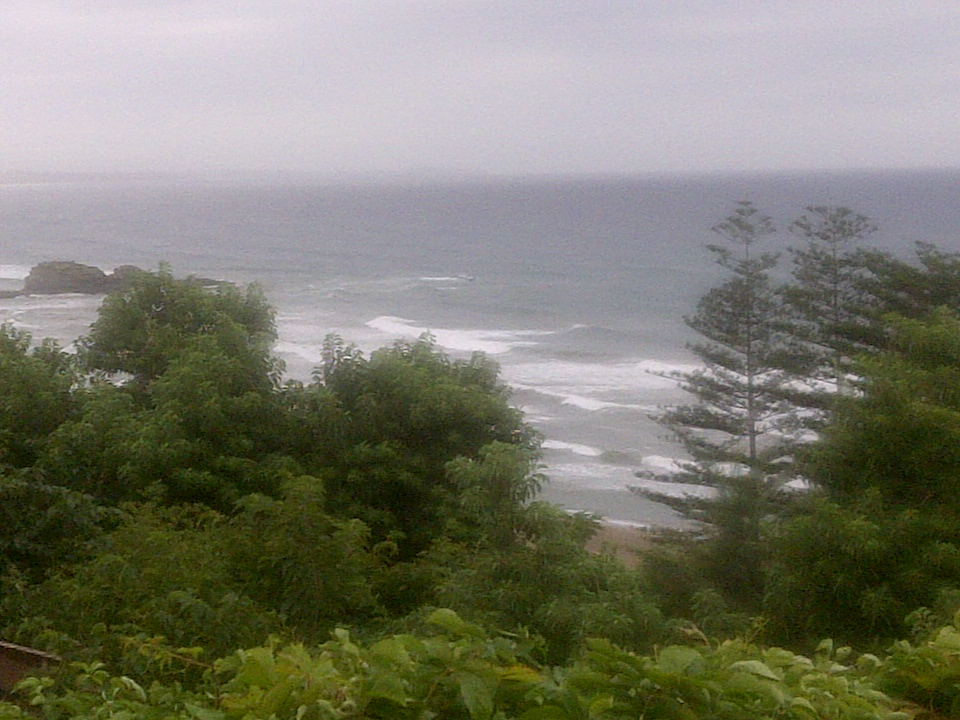
Plage Skhirat à Thénia.

La commune de Thénia ne possède qu'une étroite ouverture sur la Mer Méditerranée, la plage Skhirat.
Son rivage s'étend sur 3 kilomètres à partir de l'est sur la côte d'El Karma (Figuier) dans la commune de Boumerdès (Rocher Noir) pour atteindre à l'ouest la côte de Zemmouri El Bahri (Courbet-Marine) dans la commune de Zemmouri (Courbet).
La Route nationale 24 (RN24) parcourt ce littoral à seulement quelques dizaines de mètres de la mer.
Sur ce littoral se trouvait, en 2005, une seule plage sablonneuse d'environ 800 mètres de longueur ouverte à la baignade.
Depuis, les aménagements ont permis d'obtenir deux plages à Seghirat, un beau rivage qui s'appelait auparavant «les Grottes». La plus petite de ces plages, située à l'est du côté d'El Karma, est d'une longueur de 300 mètres, et la plus grande, située à l'ouest du côté de Zemmouri El Bahri, est longue de plus de 1 200 mètres, ce qui donne à Thénia une longueur totale de plages de baignade d'environ 1 500 mètres.
Répartition en 2014 du littoral de Sghirat dans la commune de Thénia sur une longueur de 3 km (3 000 mètres)
- Plage "La Petite" (300 mètres) (10 %)
- Plage "La Grande" (1 200 mètres) (40 %)
- Rochers et grottes (500 mètres) (17 %)
- Village touristique "SIDAR" (1 000 mètres) (33 %)

La plage de Thénia est l'une des 34 plages ouvertes à la baignade sur la bande côtière de la wilaya de Boumerdès durant la saison estivale 2014. Cette plage a été récemment dotée d’éclairage, de parking, de toilettes et de douches.
L'étymologie du nom de cette plage donne la signification de "petite plage" au nom "Sghirate صغيرات" ou bien "petits rochers" au nom "Skhirate صخيرات". Il est indifféremment prononcé localement "Sghirate صغيرات", "Skhirate صخيرات" ou "la petite الصغيرة".
Cette petite plage a encore de la chance de ne pas être affectée par les constructions illicites, un avantage qui s'ajoute à sa position géographique et a ses potentialités naturelles, des atouts qui peuvent lui ouvrir des perspectives de développement touristiques sous toutes les formes.
La société saoudienne Sidar chapeaute actuellement[Quand ?] le projet d'une  station touristique de grande envergure, sur une superficie de quelque 600 000 mètres carrés et 1 000 mètres de superbes plages dorées. Ce complexe pourra contenir 5 000 lits avec toutes les commodités nécessaires pour les touristes.
Néanmoins, la pollution n'a pas épargné la plage de Sghirat, car les eaux usées en provenance d'un site de chalets se répandent encore dans la mer, en traversant un oued jonché de déchets à quelques mètres seulement de la station de relevage et d'assainissement.
En amont de la crique de Sghirat, la construction de 200 logements sociaux locatifs pour la commune de Thénia a été annoncée en 2013. Ces 200 logements programmés viennent compléter le lot de 800 logements chinois de Sghirat qui abritent les sinistrés du séisme du 21 mai 2003, qui souffraient avant 2008 du froid hivernal à cause de l’absence de gaz de ville.
Pour accéder à ce rivage de Sghirat en venant de Boumerdès par la route nationale 24 (RN24), les routiers et estivants mettent encore plus d’une heure pour traverser la ville d'El Karma (Le Figuier) à cause des baraques installées illicitement depuis 2004, et qui continuent à obstruer cette route. Ce goulot d’étranglement décourage les milliers d’estivants algérois habitués aux deux plages de Sghirat.
Au niveau de Sghirat, le tronçon de la RN24 entre Boumerdès et Zemmouri était toujours plongé en 2010 dans l'obscurité malgré l’existence de lampadaires.

### Cours d'eau

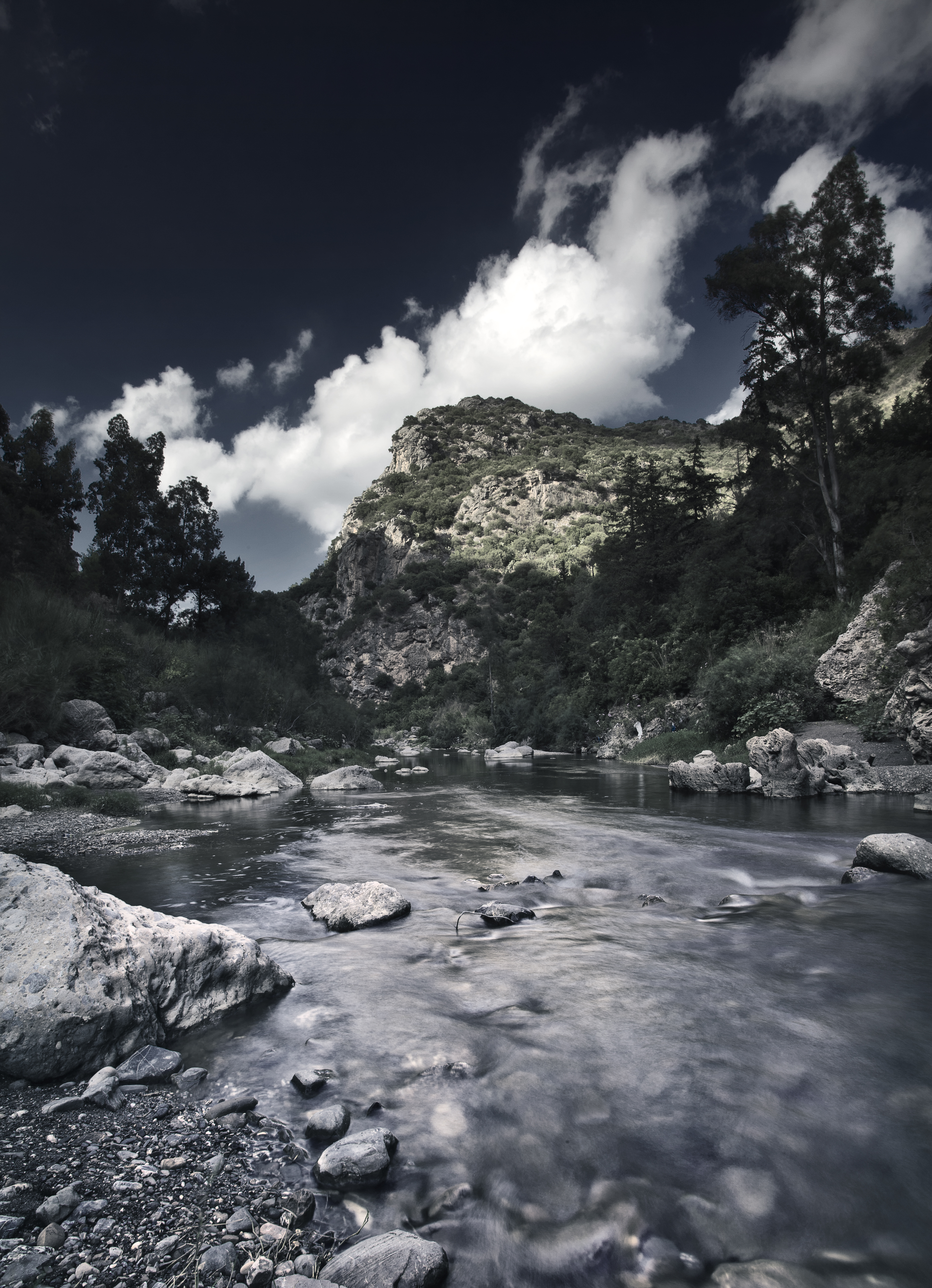
Oued Isser (وادي يسر).

La région des Béni Aïcha autour de Thénia est parcourue par 5 cours d'eau appelés Oueds, l'Oued Corso, l'Oued Boufroun, l'Oued Boumerdès, l'Oued Bourdine (ou Oued Mraldène), l'Oued Arbia et l'Oued Isser.

#### Oued Corso
Le massif des Khachna à l'entrée ouest du Col des Béni Aïcha présente de profonds ravins et des affluents de l'Oued Corso.
L'Oued Corso, avec sa plaine, est une formation de sables jaunes et rougeâtres fins et de graviers blancs recouvrant continûment le plateau de Tidjelabine et de Corso.

#### Oued Boufroun
À l'entrée immédiate de Thénia du côté ouest, c'est l'Oued Boufroun qui est formé par la formation de dépôts d'alluvions, dont les plus anciens se composent de la superposition de lits caillouteux et argilo-sableux.

#### Oued Boumerdès
Plus près de Thénia à l'ouest, l'Oued Boumerdès voit converger vers lui les torrents à pente douce dévalant du Col des Béni Aïcha.
Les ravinements de l'Oued Boufroun et de ses affluents, qui se dirigent vers l'Oued Boumerdès, ont découpé vers l'ouest une succession de mamelons ondulés dans le Col des Béni Aïcha qui se rattachent à une plate-forme faiblement inclinée, dont l'élargissement à la hauteur de Tidjelabine atteint 4 kilomètres.
L'écoulement des eaux entaille avec facilité les terrains vers la dépression de Thénia, où la petite vallée de l'Oued Arbia a été formée et dont la pente s'abaisse rapidement.

#### Oued Bourdine
L'Oued Bourdine (ou Oued Mraldène) se situe au Sud-Ouest de Thénia.
Il prend naissance dans le massif des Khachna, parcourt les villages de Tabrahimt, de Mraldène, de Gueddara et de Mehrène, avant de rejoindre l'Oued Arbia.
Le 26 février 1913, le barrage de l'Oued Bourdine, de 14 mètres de hauteur sur 70 mètres de largeur, a été réceptionné par la commune de Thénia.
Le projet de ce barrage, qui peut retenir un volume d'eau de 30,000 mètres cubes, avait été adjugé le 25 mai 1911.
La construction d'une passerelle avait été proposée en 1935 sur ce barrage, dont la prise d'eau directe est à 300 mètres en amont, afin de permettre le passage des villageois en temps d'intempérie.

#### Oued Arbia
Au chef-lieu de Thénia et à sa périphérie se trouve le cours de l'Oued Arbia qui est la partie basse de la vallée de Béni Aïcha où sont déposés des limons argilo-sableux et argileux.
Des mamelons bordent l'Oued Arbia tandis que les argiles ne sont représentées que par des lambeaux relativement élevés.
Des marnes de l'étage Cartennien occupent ainsi le fond de la dépression de la ville de Thénia.
En effet, la cuvette déprimée de Thénia offre l'aspect de collines moutonnées, de terres argileuses en majeure partie dénudées, qui en fait un véritable couloir, à peine large de 5 à 600 mètres dans sa partie centrale concave.
Le centre-ville de Thénia fut bâti dans cette cuvette déprimée qui s'élargit progressivement, en s'abaissant de part et d'autre, à l'ouest vers le plateau du Corso et à l'est vers la vallée de l’Isser.
La direction médiane de cette dépression de Thénia est tracée à l'ouest par l'Oued Boumerdès et à l'est par le ravin de l'Oued Arbia.

#### Oued Isser
À la descente du Col des Béni Aïcha à partir de Thénia vert l'est, la vue se porte sur l'Oued Isser qui présente sur ses berges ouest une gradation ménagée de belles et fertiles plaines, de collines accidentées, puis de chaînons hardiment détachés, formant la ceinture et les bastions du pays kabyle, et convergeant vers les superbes crêtes dentelées de la chaîne du Djurjura.

### Montagnes
La commune de Thénia est située au centre de plusieurs monts et monticules à l'est du massif de Khachna.
Deux massifs distincts composent ces monts et monticules autour de Thénia, le massif du nord de Thénia autour du mont (djebel) Bou Arous, et le massif des Béni Aïcha, ou massif des Khachna, au sud autour du mont (djebel) Habedda.
Ce centre éruptif de la région littorale de Thénia est intéressant par le fait qu'il est formé par une succession de collines aux croupes arrondies et aux sommets surbaissés, dont l'altitude n'atteint que rarement 400 à 500 mètres.
Dans le voisinage des deux massifs au nord et au sud de Thénia, se trouve une série de pointements éruptifs variés constitués par des roches porphyriques néo-volcaniques.

#### Mont Bou Arous
Le massif de Bou Arous, à plus de 400 mètres d'altitude, est un chaînon qui forme le promontoire terminal au nord-ouest de la ceinture montagneuse qui enveloppe en un arc de cercle continu le massif du Djurdjura dans la Kabylie.
La ligne de crêtes autour de ce mont (djebel) Bou Arous présente une série de mornes arrondis ou de dômes d'une altitude de 420 à 444 mètres, et se termine à l'est par l'escarpement rocheux de Sidi Feredj (452 mètres), avec une retombée à l'est au-dessus des collines basses de Si Mustapha (Blad Guitoun).
Une grande partie de la crête du Bou Arous et des contreforts au nord de Thénia sont formés par des terrains anciens, qui s'étendent jusqu'à la plage Skhirat, au pied de la falaise du Cap Blanc.
Sur tout le versant sud et sur la partie est de la crête du Bou Arous, le sous-sol est formé par des granites et des liparites sur les flancs escarpés et abrupts qui sont recouverts d'une maigre végétation broussailleuse.
Le djebel Bou Arous, sur une étendue de 10 kilomètres de l’ouest à l’est au nord de Thénia, est constitué par un granite à mica noir, qui présente l’aspect d’un granite ancien qui a pénétré les schistes cristallins du voisinage.

#### Mont Sidi Feredj
À l'altitude de 452 mètres. Il perce le massif granitique du djebel Bou Arous, au nord de Thénia.
Le mont (djebel) Sidi Feredj contirnt des roches éruptives connues en dykes massifs.

#### Mont Cap Blanc
Le mont (djebel) Cap Blanc est situé au bord de la Méditerranée au nord de Thénia.
C'est un pointement qui contient des roches qui sont recouvertes partiellement en transgression par des terrains sédimentaires ou des dépôts récents.

#### Mont Cap Marsa
Le mont (djebel) Cap Marsa est placé à une petite distance du mont Cap Blanc, plus à l'est sur le littoral de Thénia.
C'est un pointement qui contient des roches qui sont recouvertes partiellement en transgression par des terrains sédimentaires ou des dépôts récents.

#### Mont Zemmouri
Situé entre les 3 pointements précédents, le mont Sidi Feredj, le mont Cap Blanc et le mont Cap Marsa.

#### Mont Sidi Mira
À quelques kilomètres au nord de Tidjelabine.

#### Mont Soumâa (Thala Oufella, Habedda)
Les poudingues inférieurs de Thénia s'élèvent sur le flanc du djebel Habedda au sud, à une altitude variant entre 200 et 350 mètres, et forment au sud-est une partie des mamelons boisés que contourne la voie ferrée de Constantine, au djebel Balloul.
Des conglomérats schisteux se montrent sur plusieurs points sur le djebel Habedda (Soumâa) sur lequel s'étend le village de Thala Oufella. Ils sont surtout faciles à examiner au voisinage de Thénia, au sud, sur les flancs du massif des Khachna, principalement sur le sentier qui se dirige sur le flanc Ouest du djebel Habedda (Soumâa), à 300 mètres de la route, leur épaisseur n'y étant que de 4 à 5 mètres.

#### Mont Guedara
Le mont (djebel) Guedara, à 2,5 kilomètres au sud de Thénia, abrite d'anciennes mines de fer, avec présence d'hématite tendre affleurant dans un îlot de schistes et de quartzites archéens.
Des roches schisteuses durcies prennent l'aspect compact de gneiss, et forment des amas rocheux, qu'il est intéressant d'étudier dans le ravin du (djebel) Guedara, à plus de 2 kilomètres au sud de Thénia.

## Plan urbain

### Quartiers
Ouled Ali ; Afrique ; Tamsaout ; Tizouighine ; Louz ; Baloul

### Avenues et rues
L'effort soutenu des maires européens de Thénia de 1872 à 1962 fit d'elle une véritable petite ville devenue chef-lieu de canton. Elle a été bâtie selon un plan d'urbanisation moderne, avec des maisons basses dans un classique plan hippodamien en forme de damier ou d'échiquier, avec des rues rectilignes se coupant à angle droit.
Les voies de Thénia ont toutes été renommées après l'indépendance de l'Algérie le 5 juillet 1962.
| Nom algérien           | Nom colonial                                  | Cité         | Remarque |
| ---------------------- | --------------------------------------------- | ------------ | -------- |
| Avenue M'Hamed Bougara | Avenue de la République                       | Centre-ville |          |
| Rue Saïd Khorchi       | Rue Maréchal Philippe Leclerc de Hauteclocque | Morla        |          |
| Rue Slimane Ambar      | Rue Maréchal Hubert Lyautey                   | Morla        |          |
| Rue Kamal Gueriane     | Rue Léon Gambetta                             | Morla        |          |
| Rue Ali Mahmouzi       | Rue Jean Jaurès                               | Morla        |          |
| Rue Mohamed Chabi      | Rue Victor HUGO                               | cité Just    |          |
| Rue Ahmed Rahmoune     | Rue Boniface César                            | Morla        |          |
| Rue Hamoud Touzout     | Rue Maréchal Thomas-Robert Bugeaud            | Morla        |          |
| Rue Omar Berkoune      | Avenue Jules Ferry                            | Morla        |          |
| Rue Salem Talamali     | Rue Victor Hugo                               | Morla        |          |
| Rue Ali Bouchatal      | Rue Adolphe Thiers                            | Morla        |          |
| Rue Saïd Baki          | Rue Commandant Jean L'Herminier               | Morla        |          |
| Rue Ahmed Kerboub      | Rue Boumerdassi                               | Morla        |          |
| Rue Lounès Chili       | Rue Georges André                             | Stade        |          |
| Rue Amar Beggar        | Rue Jean-Baptiste Colbert                     | Rose         |          |
| Rue Rabah Dellali      | Rue de l'Égalité                              | Rose         |          |
| Rue Boualem Talahriz   | Rue Fourchault                                | Sablière     |          |
| Rue Ahmed Triaki       | Rue Aristide Briand                           | Just         |          |
| Rue Amar Dellali       | Rue Maréchal Joseph Gallieni                  | Just         |          |
| Rue Ali Chekoual       | Chemin Jacqueline Domergue                    | Just         |          |
| Rue Bouzid Bazizi      | Rue de la Sablière                            | Justice      |          |
| Rue Mohamed Allalou    | Rue Redjouani                                 | Sablière     |          |
| Rue Salah Rekkas       | Rue de Brive                                  | Sablière     |          |
| Rue Rabah Hachemi      | Rue Charles Martial Lavigerie                 | Sablière     |          |
| Rue Saïd Ticemlal      | Boulevard Roger Salengro                      | Sablière     |          |
| Rue Ahmed Boudali      | Rue Georges Clemenceau                        | Justice      |          |
| Rue Omar Deriche       | Rue de la Justice                             | Justice      |          |
| Rue Yahia Boushaki     | Avenue Colonna d'Ornano                       | Justice      |          |
| Rue Mohamed Khemisti   | Avenue Pasteur                                | Hôpital      |          |
| Rue Ali Anou           | Avenue Maréchal Ferdinand Foch                | Siegwald     |          |
| Rue Saïd Boutiche      | Rue Maréchal Joseph Joffre                    | Siegwald     |          |
| Rue Rabah Koubi        | Rue Maximilien de Robespierre                 | Siegwald     |          |
| Rue Lounès Inidjouane  | Rue Oradour-sur-Glane                         | Siegwald     |          |
| Rue Boualem Djennadi   | Rue de Verdun                                 | Siegwald     |          |
| Rue Salem Ghoumrassi   | Rue Delli                                     | Siegwald     |          |
| Rue Saïd Guermal       | Rue Bir Hakeim                                | Siegwald     |          |
| Rue Ahmed Melikechi    | Rue de la Liberté                             | Siegwald     |          |

## Histoire

### Période berbéro-romaine

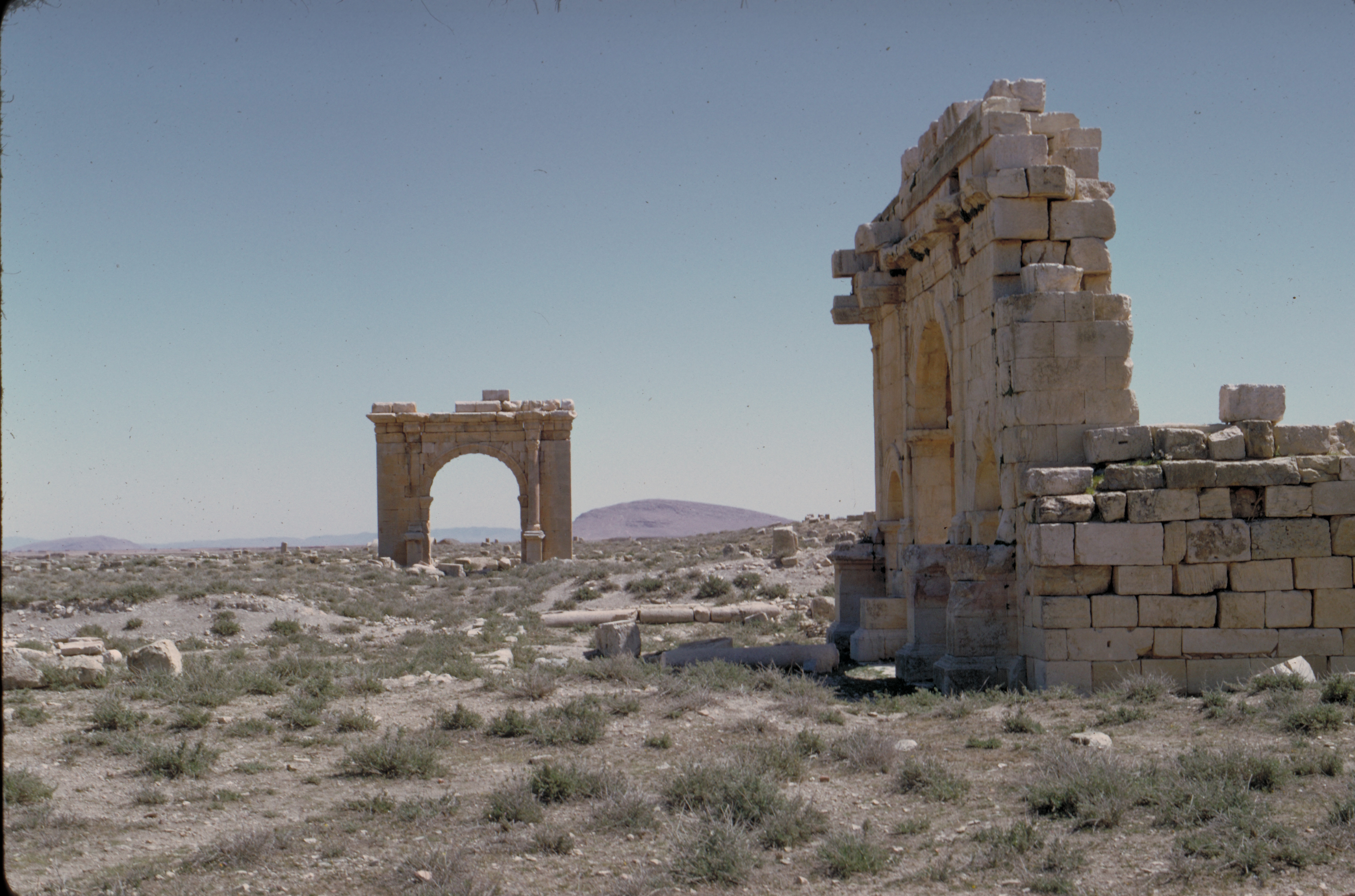
Ruines romaines

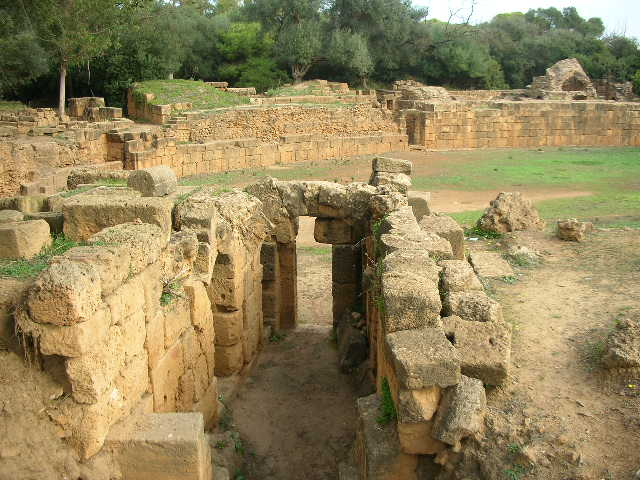
Ruines romaines

La présence romaine en Berbèrie s'étend de 25 av. J.-C. à 430 ap. J.-C..
La région de Thénia des Aït Aïcha s'est toujours trouvée à 53 kilomètres à l'est de l'antique ville berbère d'Alger, qui portait l’appellation punique d’Ikosim, et qui a été romanisée en Icosium sous la colonisation romaine après avoir entretenu des relations commerciales avec l’Italie du Sud, l’Espagne et la Gaule entre le IIIe et le Ier siècle avant notre ère.
La ville d'Alger, toute proche de Thénia, retrouvera le contrôle des royaumes berbères, numide et maure avant de tomber en l'an 25 av. J.-C. sous la férule des vassaux de Rome : Les rois Juba II et Ptolémée de Maurétanie qui la mèneront au statut de colonie de droit latin sous l’empereur Vespasien.

#### Maurétanie

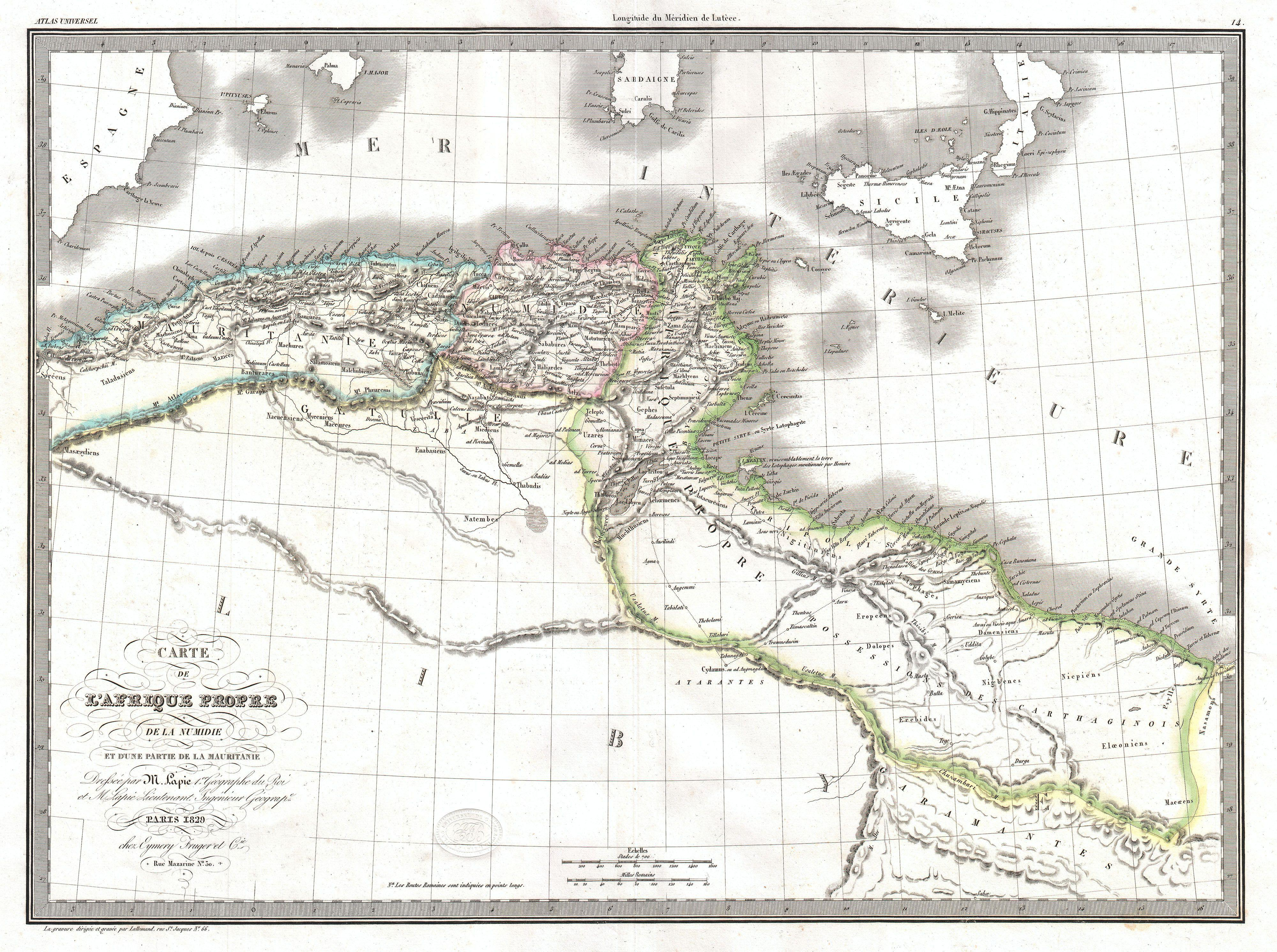
Maurétanie

|     | Période    | Début        | Fin          | Durée (Années) | Roi                    |
| 1er | Maurétanie | 25 av. J.-C. | 23 ap. J.-C. | 48             | Juba II                |
| 2e  | Maurétanie | 23 av. J.-C. | 40 ap. J.-C. | 17             | Ptolémée de Maurétanie |

##### Juba II

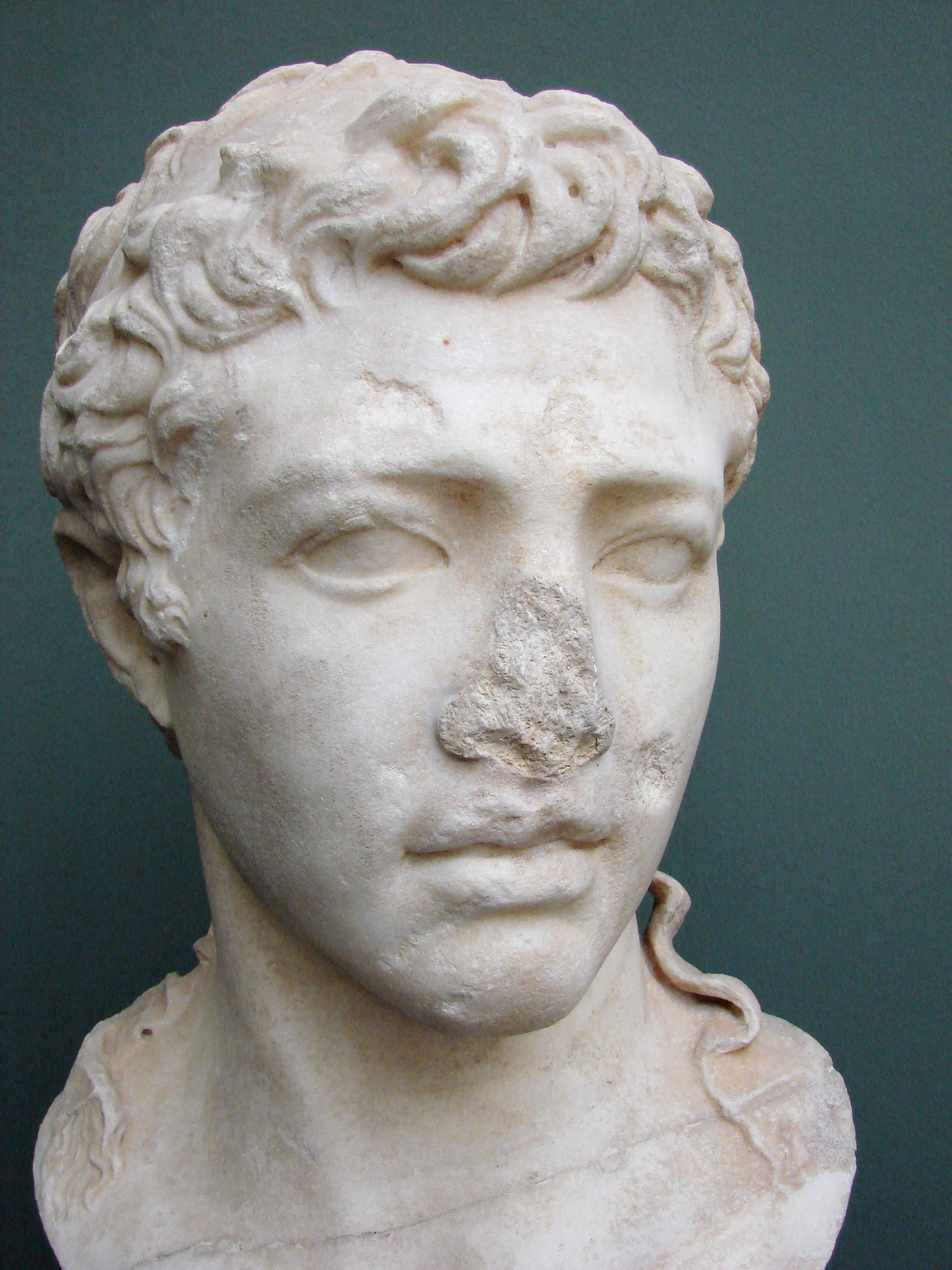
Juba II

La région de Thénia des Béni Aïcha a été dominée par Juba II (Gaius Iulius) qui est un roi berbère de la Maurétanie qui couvrait tout le nord de l'actuelle Algérie en faisant partie de l'empire romain.
Fils de Juba Ier, Juba II est né vers 52 av. J.-C. à Zama, est mort vers 23 ap. J.-C. et a été élevé à Rome.
Il a régné à partir de 25 av. J.-C. durant 48 ans sur le territoire de l'actuelle Algérie sous la tutelle romaine à partir de sa capitale Caeserea (Césarée (Cherchell).
Ce grand territoire Jubalien s'étendait de l'Atlantique à l'ouest, à l'embouchure de l'Ampsaga (Oued El Kébir) à l'est, et comprenait les régions de Sitifis au sud ainsi qu'une partie des territoires des Gueshtoula du sud-est, tout en passant par la région de Tizi Naïth Aïcha aoutour de Thénia.
Juba II ne renia pas ses origines berbères et s'était mis à l'étude du libyque et du punique, langues de culture de ses ancêtres.
Rome avait ainsi confié l'administration des berbères à un chef « indigène » qui, plus habilement que des fonctionnaires romains, saurait maintenir la paix.
Le règne de Juba II était marqué par son sens de la démocratie et l'attention qu'il eut pour son peuple, tout en continuant à alimenter Rome en produits agricoles et divers jusqu'à sa mort vers 23 ap. J.-C..

##### Ptolémée de Maurétanie

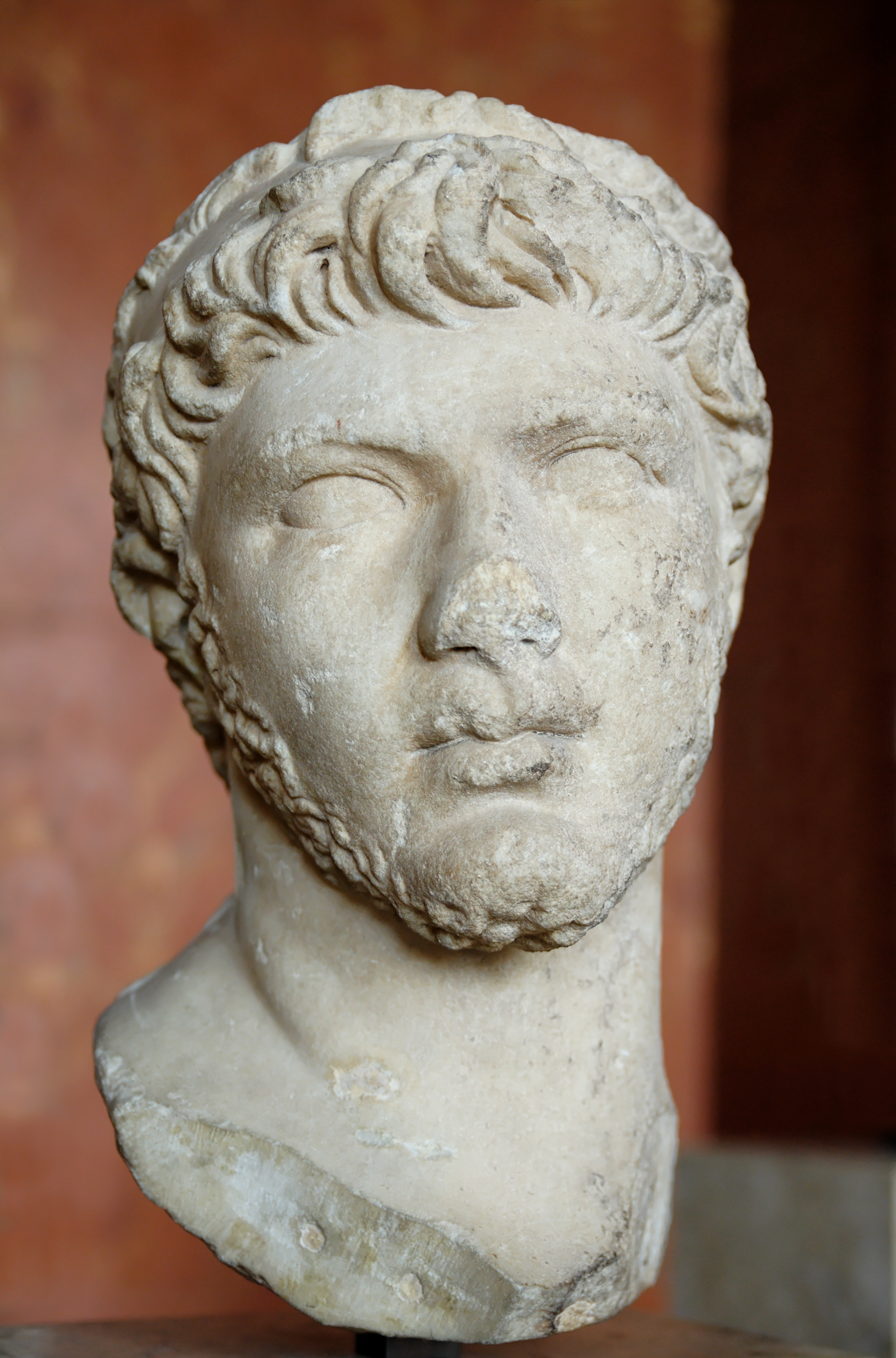
Ptolémée de Maurétanie

À la mort de Juba II, c'est son fils Ptolémée de Maurétanie, né vers l'an 1 av. J.-C., qui lui a succédé comme roi numide sur le territoire de l'Algérie contemporaine sous la domination romaine.
Le règne de Ptolémée de Maurétanie a duré 17 ans, à partir de l'an 23 ap. J.-C., sur la Maurétanie tout en englobant la région de la Basse-Kabylie autour du Col des Béni Aïcha.
Il régna en laissant le gouvernement aux mains de ses affranchis, et combattit aux côtés des romains contre les rebelles berbères conduits par Tacfarinas.
Sa mort en l'an 40 ap. J.-C. avait pour cause son invitation à Rome par l'empereur Caligula, puis son exécution alors qu'il se rendait à Lyon.
Le royaume Jubalien fut alors annexé par Rome, et Ptolémée de Maurétanie aura été le dernier roi numide de Maurétanie, ou "dernier pharaon".
L'assassinat de Ptolémée de Maurétanie provoqua une révolte sanglante dans toute l'Afrique du Nord (Maurétanie) contre les troupes romaines.
Dans la confrontation avec les légions romaines, les villes et cités furent détruites, ce qui poussa l'empereur Claude à annexer la Maurétanie en l'an 42 ap. J.-C. et la divisa en deux provinces Maurétanie Tingitane et Maurétanie césarienne.

#### Maurétanie césarienne

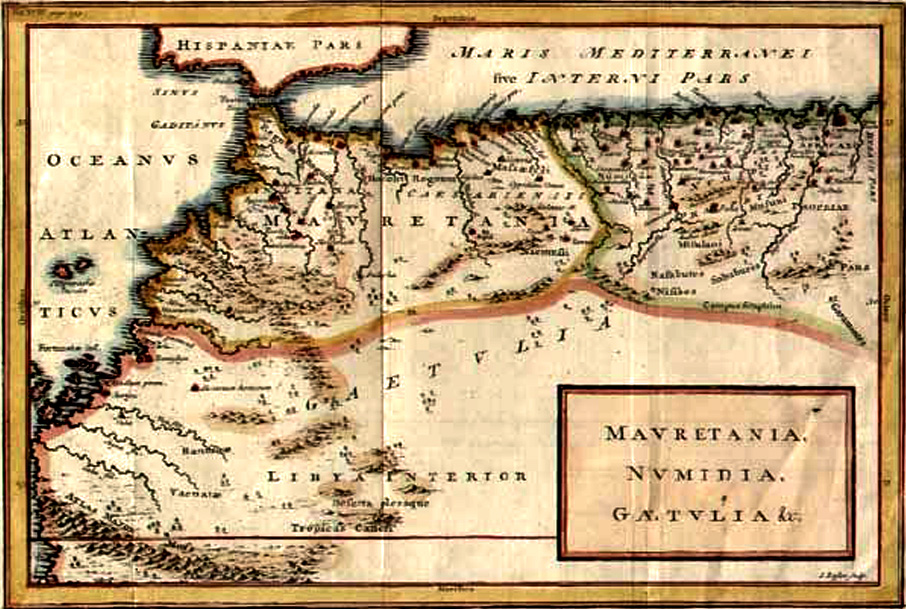
Maurétanie césarienne

Après l'annexion romaine de l'Afrique du Nord en l'an 42 ap. J.-C., la région de Thénia des Béni Aïcha fut rattachée à la Maurétanie césarienne qui était la partie centrale de la Maurétanie numide après sa scission, et qui correspondait à l'actuelle Algérie centrale et occidentale.
Les régions de Cherchell et Thénia ne manifestèrent pas réellement d'hostilité contre les légions romaines, à la différence des régions occidentales de la Maurétanie Tingitane.
Une fois la révolte occidentale écrasée en l'an 42 ap. J.-C., les deux provinces maurétaniennes ont été confiées à des Procurateurs, qui reçurent par la suite un salaire de 200 000 sesterces.
La Maurétanie césarienne autour de Cherchell et Thénia avait une importante garnison militaire romaine, mais constituée uniquement de troupes auxiliaires qui étaient dirigées un Procurateur ayant reçu le titre de "Prolégat".
À la fin du IIe siècle, la Maurétanie césarienne comptait un total théorique de plus de 10 000 soldats romains.

### Période berbéro-vandale
La présence vandale en Algérie s'étend de 477 à 533.
Au début du Ve siècle, l'Afrique du Nord a vu en l'an 429 ap. J.-C. le débarquement des Vandales conduits par Genséric.
Les Vandales commencèrent à piller les côtes occidentales de la Maurétanie dès 425 ap. J.-C..
Après des années d'affrontements entre Byzantins et Vandales, la convention d'Hippone en 435 ap. J.-C. accorda à ces derniers la qualité de fédérés à l'Empire byzantin et l'occupation de toute la Maurétanie sauf la partie Tingitane qui relevait de l'Espagne.

### Période berbéro-byzantine
La présence byzantine en Algérie s'étend de 534 à 647.

### Période berbéro-arabe
La période berbéro-arabe en Algérie s'étend de 647 à 1515.
La région de Thénia, peuplée par des kabyles depuis le paléolithique, a vu une tribu arabe Hilalienne descendant de Khachine ibn Yazid ibn Aïssa ibn Zoughba ibn abi Rabîa ibn Nahik ibn Hilal venir se greffer en 1050 à l'ouest du "Col des Béni Aïcha" dans la plaine de Khachna.
Ces Hilaliens ont apporté avec eux une langue arabe bédouine qui fut introduite dans la Mitidja (Méridja) au XIe siècle par leurs tribus car ce sont elles, en effet, qui ont véritablement arabisé une grande partie des Berbères de la Basse Kabylie.
La pénétration des Hilaliens dans la Mitidja (Méridja) a été favorisée par les Zirides recherchant leur alliance contre leurs cousins Hammadides.
Cette "Plaine de Khachna", la Mitidja (Méridja), qui s'appelait sous la domination turque "Territoire (Wtan, Outhan, وطن) de Khachna, était bornée au nord par la Méditerranée, au sud par le Wtan (Outhan وطن) de Béni Djaâd وطن بني جعد et par celui de Hamza, à l’est par l'Oued Corso, qui le séparait du Wtan (Outhan) d’Isser وطن يسر, et à l’ouest par le Wtan (Outhan) de Béni Moussa وطن بني موسى.
La plaine de Khachna, y compris les collines qui servent en quelque sorte de marchepied à l’Atlas blidéen, était divisée en 8 cantons :
1. Zérouala (Béni Zéroual), dans ces collines, qui était un canton admirablement beau et où se trouvait le grand et magnifique village de Kadra (Khadra) ;
2. Djouab (Sour Djouab), au sud de Zérouala, tout à fait en plaine ;
3. Méridja (Mitidja) ;
4. Ouled Adage (Ouled Heddadj) ;
5. Oulad Bessam ;
6. Ouled Saâd ;
7. Chaër-Ben-Djenan ;
8. Araouah.

C'est ainsi que la région qui englobe Thénia a reçu le nom de « Plaine de Khachna », qui était assez fertile en céréales, malgré les quelques marais qui séparaient la région d'El Harrach (Maison-Carrée) et de l'Oued El Harrach, du massif de Bouzegza Keddara, ainsi que sur les bords de l'Oued Réghaïa.
La plaine de Khachna était riche en beaux et féconds pâturages, surtout sur les bords de l'Oued Hamiz.
Quant au massif montagneux à l'est de la plaine de Khachna, il comprenait : au centre, la tribu kabyle d’Ammal ; à l’ouest, celle de l'Oued Zeythoun ; et à l’est, celle de Béni Aïcha.
Ces trois tribus étaient très riches en oliviers, et avaient avec Alger un commerce d’huile d'olive considérable.
La route de Constantine, qui traversait la plaine de Khachna, passait à Oued-Zeythoun (rivière des oliviers).

### Période turque
La présence turque en Algérie s'étend de 1515 à 1830.
Durant la domination turque de l'Algérie, le massif montagneux à l'est de la plaine de Khachna a vu la zone de l'Oued Zeythoun devenir presque entièrement habitée par des Kouloughlis (Courouglis) descendant de ceux qui y furent exilés par un Dey d'Alger en 1776.

### Période française
La présence française en Algérie a duré de 1830 à 1962.

#### Conquête de la Mitidja
Cette période s'étend de 1830, avec la chute d'Alger gouvernée par Hussein Dey, jusqu'à la campagne de Constantine en 1837.
La presse française de l'époque a relaté les événements du début de la conquête française d'Alger et de la Mitidja, qui s'étendra peu après vers le Col des Béni Aïcha autour du hameau de Thénia.
Thénia a d'abord été épargnée de toute expédition militaire, car la priorité des Français en 1832 était de pacifier la région à l'ouest d'Alger, jusqu'à Oran, sous le commandement du général Pierre François Xavier Boyer.
Les relations des gouvernants d'Alger avec les Kabyles et Arabes autour de la Mitidja continuaient à être bonnes, car les Cheikhs de tribus ramenaient les déserteurs de la légion étrangère quand il y en avait. En même temps, La population européenne en Algérie s'accroissait de plus en plus pour atteindre 3 786 personnes au 30 avril 1832.
Les dignitaires français commençaient à acquérir des propriétés dans la Mitidja autour d'Alger, comme ce fut le cas du Maréchal Clauzel. Au même moment, l'administration centrale d'Alger a été transférée d'une intendance civile au ministère de la guerre, pour opérer avec plus de vigueur et de promptitude et éviter la division des pouvoirs et les conflits d'autorité.
Le passage de pouvoir en juillet 1832 entre Gentil de Bussy, intendant civil, et la nouvelle autorité militaire concentrée entre les mains du Duc de Rovigo avait pour but de réaliser un plan préparatoire de colonisation conçu depuis longtemps. Ce travail préparatoire consistait à choisir l'emplacement de 3 villages sur les principales routes de la Mitidja, pourvus de terres excellentes et suffisamment arrosées, et sous la protection des camps retranchés.
La distribution de ces terres aux colons français devait assurer non seulement leur bien-être, mais aussi contribuer à la sûreté des routes près desquelles les villages allaient être établis, et rendre ainsi la fourniture des marchés d'Alger indépendante des événements qui pouvaient arriver au-delà des limites de l'occupation en 1832.
Au fur et à mesure de l'arrivée de nouveaux colons dans la Mitidja, le plan de colonisation devait faire le choix d'emplacements propres à les établir d'une manière convenable.

#### Pacification de la Kabylie
Cette période s'étend de 1837 à 1857.

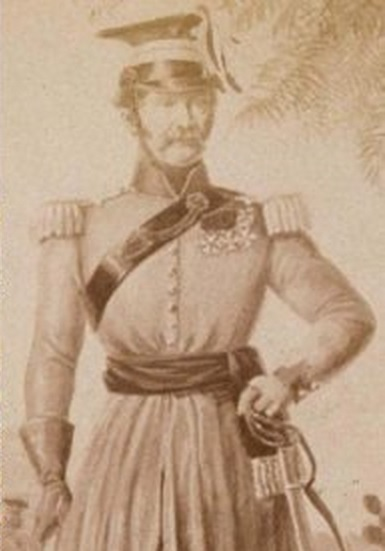
Le colonel Maximilien Joseph Schauenburg.

Durant cette période, la ville de Thénia s'appelait Tizi N'aïth Aïcha, ce qui signifie en berbère « col des enfants d'Aïcha ».
Lors de la conquête de l'Algérie par la France, de 1830 à 1837, les tribus des Aït Aïcha avaient entretenu des rapports de courtoisie avec le gouvernement français à Alger, distante de plus de 53 kilomètres. Jusqu'après 1835, les tribus des Aït Aïcha ne demandaient en effet que la paix dans leur territoire à l'est d'Alger.
Et ce n'est que dans la nuit du 17 au 18 mai 1837 que des troupes françaises arrivèrent à Thénia, sous le commandement du colonel Maximilien Joseph Schauenburg, à la suite d'un incident.
La colonne du colonel Schauenburg était composée de deux bataillons du 2e léger, un du 48e, 300 chasseurs d'Afrique ou spahis, une centaine de cavaliers auxiliaires, et deux obusiers de campagne.
Elle partit de Boudouaou le 17 mai 1837, à 9 heures du soir, et se dirigea vers Thénia des Aït Aïcha, un des deux passages qui conduisent de la plaine de la Mitidja dans celle des Issers.
Cette colonne ne put arriver qu'à 8 heures du matin à l'entrée du col des Aït Aïcha, où une centaine de kabyles défendaient le passage, qui fut forcé par un bataillon du 2e léger. Les pertes de la colonne française se sont élevées à 3 morts, dont deux officiers, et 21 blessés, tandis que les Kabyles des Aït Aïcha déploraient 18 morts durant les deux journées du 18 et 19 mai 1837.
La colonne du colonel Schauenburg rentra le 19 mai 1837 au bivouac retranché de Corso (rivière en avant de Réghaïa), après avoir tué beaucoup de kabyles et eu 22 soldats morts dans sa colonne.

#### Organisation du territoire
Cette période s'étend de 1857 à 1872.

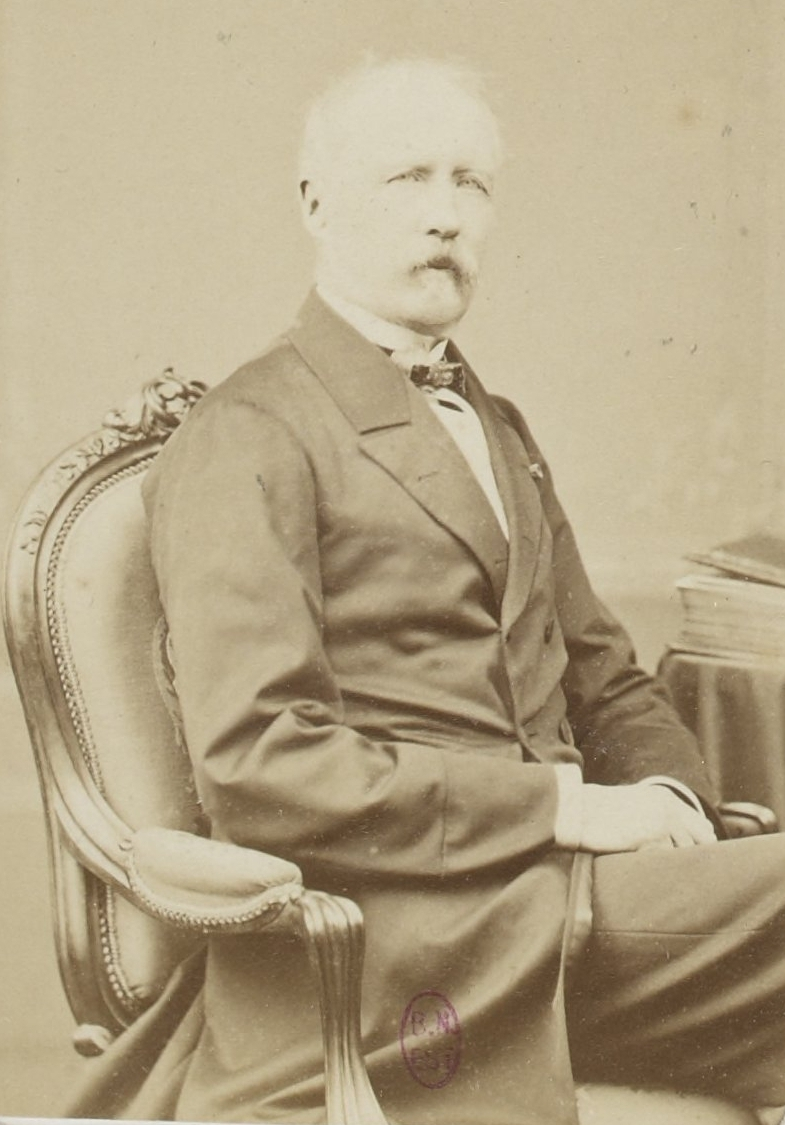
Maréchal Patrice de Mac Mahon.

En 1864, le Maréchal Patrice de Mac Mahon, alors gouverneur général de l'Algérie, demanda à Paul Just, créateur de la cité de Thénia, de lui donner son nom. Celui-ci refusa, sachant, dit-il, à peine signer son nom.
Ce fut donc en mémoire de Charles-Louis Pinson de Ménerville (1808-1876), juriste apprécié, ayant étudié le droit musulman et indigène, Premier président à la Cour d’Appel d’Alger, que le nom de Ménerville prit la place de celui du nom arabe Thénia ou Thnïa (décret du 2 janvier 1877).
En 1870, la population européenne de Thénia comptait environ 200 habitants.
Après la Guerre de 1870 et la lourde défaite à Sedan, une insurrection kabyle dirigée par El Mokrani a pratiquement détruit la ville en 1871. Les Kabyles furent arrêtés par des milices de colons, aidées de militaires, dans la plaine du Corso, et la révolte a été stoppée par un bataillon de zouaves à Fort National.
Le repeuplement européen de Thénia en 1872, notamment par des agriculteurs évacués de l’Alsace-Lorraine annexée par les Prussiens, a donné un effectif d'environ 250 habitants.

#### Colonisation
Cette période s'étend de 1872 à 1954.
Avant 1872, le col des Aït Aïcha n’était qu’un lieu de passage naturel sur la route reliant Oran à Dellys. Pour assurer la sécurité du passage du col et pour développer le roulage (transport par véhicule hippomobile), un bivouac fut installé sur la route, face au baraquement des cantonniers, ainsi que deux baraquements de torchis qui abritaient l’un, un débit d’absinthe, l’autre un café maure.
Le bivouac du col devint un centre de peuplement en 1872, puis une commune de plein exercice et reçut le nom de Ménerville en 1877.
| Nom européen      | Type            |                    |
| ----------------- | --------------- | ------------------ |
| Ménerville        | Thénia          | Colonie européenne |
| Souk El Had       | Souk El Had     | Colonie européenne |
| Felix FAURE       | Si-Mustapha     | Colonie européenne |
| Raymond POINCARRE | Zaâtra          | Colonie européenne |
| Courbet           | Zemmouri        | Colonie européenne |
| Isserville        | Isserville      | Colonie européenne |
| Bordj Ménaïel     | Bordj Ménaïel   | Colonie européenne |
| Haussonviller     | Azib Zamoum     | Colonie européenne |
| Isserbourg        | Aïn Refaïa      | Hameau d'Européens |
| Isserbourg        | Aïn Legatha     | Hameau d'Européens |
| Cap Djinet        | Djinet          | Hameau d'Européens |
| Béni Mekla        | Béni Mekla      | Douar d'Algériens  |
| Chender           | Chender         | Douar d'Algériens  |
| Raïcha            | Raïcha          | Douar d'Algériens  |
| Ouled Smir        | Ouled Smir      | Douar d'Algériens  |
| Isser El Ouidan   | Isser El Ouidan | Douar d'Algériens  |

Au début du XXe siècle, la population de Thénia-Ménerville, européens et Kabyles, comptait sensiblement 8 500 habitants (8 749 en 1906) et à la veille de la Guerre d'Algérie en 1953, 18 808 habitants.

#### Guerre d'indépendance de l'Algérie

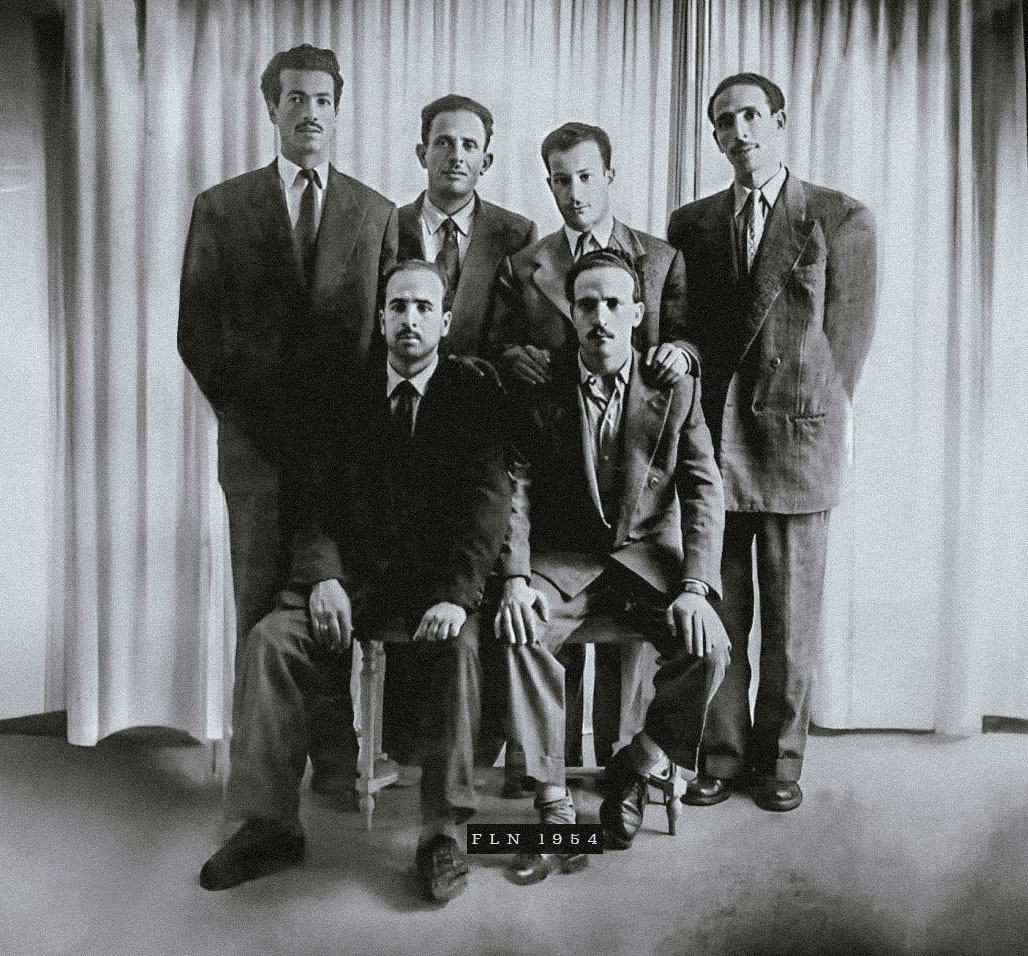
Chefs du F.L.N. — Photo prise juste avant le déclenchement de la révolution du 1er novembre 1954. (Debout, de gauche à droite : Rabah Bitat, Mostefa Ben Boulaïd, Didouche Mourad et Mohamed Boudiaf.
Assis, de gauche à droite : Krim Belkacem et Larbi Ben M'Hidi.)

Cette période s'étend de 1954 à 1962.

### Période algérienne
L'état algérien a été créé en 1962.

### Commune de Thénia
C'est le 30 novembre 1874 qu'un décret a érigé en commune de plein exercice la région de Thénia dans le Col des Béni Aïcha, présidée par le maire Antoine Lestourgy (Lestourgie, Lesturgie) dont la profession était docteur.
Auparavant, le centre de Thénia dans le Col des Béni Aïcha était rattaché à la commune de Boudouaou (alors nommée Alma), dépendant de la préfecture d'Alger, avant qu'il n'en soit détaché pour être érigé en commune de plein exercice, sous le nom de Béni Aïcha.
Cette commune de Béni Aïcha comprenait 3 sections, la section chef-lieu composée du village de Thénia et du territoire environnant dit "Col des Béni-Aïcha", la section annexe de Souk El Haad composée du village et du territoire de ce nom, et la section annexe de Tidjelabine (Bellefontaine) composée du village et du territoire en dépendant qui s'étendait s'étendra jusqu'à la rive droite de l'Oued Corso.
|              | Chef-lieu  | Annexe 1     | Annexe 2      |
| Nom colonial | Béni Aïcha | Souk El Haad | Bellefontaine |
| Nom algérien | Thénia     | Souk El Had  | Tidjelabine   |

Et c'est le 02 janvier 1877 qu'un autre décret est venu porter que la commune du Col des Béni Aïcha prendrait désormais le nom de Ménerville.
À l'indépendance de l'Algérie le 05 juillet 1962, la commune de Thénia ne prit officiellement son nouveau nom en remplacement du nom colonial Ménerville qu'en 1965 en application du décret 65-246 du 30 septembre 1965 stipulant le changement de nom des communes algériennes portant des noms coloniaux.
Mais en 1963, les communes environnantes de Thénia avaient été dissoutes et rattachées au chef-lieu de la commune de Thénia en application du décret 63-189 du 16 mai 1963 qui était le premier texte officiel de l'état algérien qui réorganise les communes issues de la colonisation française.
Cette première réorganisation du territoire algérien en 1963 avait réduit le nombre de communes de 1 485 à 631, et les ordonnances 63-421 du 28 octobre 1963, 63-466 du 2 décembre 1963 et 64-54 du 31 janvier 1964 ont modifié légèrement le nombre de communes.
Le décret 65-246 du 30 septembre 1965 à son tour porte le nombre de communes algériennes à 676.
|                            | Chef-lieu  | Annexe 1     | Annexe 2      | Annexe 3    | Annexe 4 | Annexe 5    |
| Noms coloniaux             | Ménerville | Souk El Haad | Bellefontaine | Félix Faure | Courbet  | Rocher Noir |
| Noms algériens             | Thénia     | Souk El Had  | Tidjelabine   | Si Mustapha | Zemmouri | Boumerdès   |
| Code postal de 1962 à 1984 | 16000      | 16000        | 16000         | 16000       | 16000    | 16000       |
| Code postal de 1984 à 2008 | 35470      | 35480        | 35490         | 35270       | 35260    | 35000       |
| Code postal après 2008     | 35005      | 35020        | 35021         | 35028       | 35012    | 35000       |

### Daïra de Thénia
|                            | Chef-lieu  | Commune 1    | Commune 2   | Commune 3 |
| Noms coloniaux             | Ménerville | Souk El Haad | Béni Amrane | Ammal     |
| Noms algériens             | Thénia     | Souk El Had  | Béni Amrane | Ammal     |
| Code postal de 1962 à 1984 | 16000      | 16000        | 10000       | 10000     |
| Code postal de 1984 à 2008 | 35470      | 35480        | 35425       | 35450     |
| Code postal après 2008     | 35005      | 35020        | 35006       | 35031     |

### Maires de Thénia
L'actuelle commune de Thénia est un centre de colonisation européenne créé au col des Béni Aïcha par décret du 2 janvier 1877, et qui a pris le nom de Ménerville en mémoire du magistrat Charles-Louis Pinson de Ménerville (1808-1876).
En juillet 1860, Thénia a vu l'arrivée de Paul Just, originaire d’Embrun (Hautes-Alpes), titulaire d’une concession agricole.
Avec l'arrivée de Paul Just, les quelques habitants colons présents sont encouragés à la construction de maisons en bois, d’où l’appellation de « Village en bois » par les autres colons.
En effet, de 1860 à 1870, d’anciens soldats qui avaient fait venir leurs familles, s’installèrent dans les parages de Thénia.
Ils tinrent dans des gourbis, construits aux abords des camps et des bivouacs, des débits de comestibles vins et liqueurs.
Ainsi, Paul Just fût aussi autorisé à établir une auberge en plus de sa concession agricole.
Thénia devint ainsi un relais de diligences entre la ville d'Alger et la Kabylie, et des commerces s'ouvrirent comme le fameux café Bagur.
Une chapelle en bois fut vite construite, et la renommée distillerie Tachet prit naissance.
Malgré cette effervescence d'activité des nouveaux colons, le village européen de Thénia a vécu une évolution lente où les habitants vivaient du maigre produit des terres et de l’arrêt des voyageurs à la halte de la diligence.
Ce n'est qu'en 1873 que les jésuites y fondèrent et y construisirent la paroisse Saint-Léon qui n'était qu'un baraquement en bois.
Le dernier secrétaire de mairie à Thénia avant l'indépendance de l'Algérie s'appelait Daniel Albano.

#### Maires de Thénia de 1874 à 1962
En 1874, Thénia vit l'élection de son premier maire Antoine Lestourgy (Lestourgie, Lesturgie) à la suite des élections municipales du 22 novembre 1874 et après être devenue une commune de plein exercice en date du 30 novembre 1874.
La municipalité de Thénia était alors administrée par 1 maire et 3 adjoints.
Les membres de la municipalité de Thénia étaient alors Antoine Lestourgy (Lestourgie, Lesturgie) comme maire, Paul Just comme adjoint de la section du chef-lieu Thénia, François Gateau comme adjoint de la section de Tidjelabine (Bellefontaine), et Camille Girod comme adjoint de la section de Souk El Had (Souk El Haad).
|                 | Chef-lieu                                 | Chef-lieu            | Annexe 1                   | Annexe 2                    |
| Nom de la ville | Béni Aïcha (Thénia)                       | Béni Aïcha (Thénia)  | Souk El Haad (Souk El Had) | Bellefontaine (Tidjelabine) |
| Membre          | Antoine Lestourgy (Lestourgie, Lesturgie) | Paul Just            | Camille Girod              | François Gateau             |
| Fonction        | Maire                                     | Adjoint de chef-lieu | Adjoint d'annexe           | Adjoint d'annexe            |

Ce premier maire de Thénia Antoine Lestourgy (Lestourgie, Lesturgie) mourut en 1878.
Son adjoint Paul Just, arrivé à Thénia en juillet 1860 en provenance d’Embrun dans les Hautes-Alpes et titulaire d’une concession agricole, est alors élu second maire de Thénia à la suite des élections des 6 et 13 janvier 1878, succédant ainsi à Antoine Lestourgy.
La reconstruction du village de Thénia prit un nouvel élan sur le même site du col des Béni Aïcha grâce aux colons européens en place, principalement des Alsaciens et Lorrains arrivés après la défaite de la bataille de Sedan.
Paul Just entreprit en 1880 une donation de terrains à la compagnie des chemins de fer pour la construction de la gare ferroviaire reliant Alger à Tizi-Ouzou et à Constantine en passant par Thénia. Ce don fit prendre un essor décisif à la petite ville de Thénia. Ainsi, l'ancienne halte des diligences devint celle des trains à vapeur, des écuries et des petits hôtels-restaurants.
Un an plus tard, lors des élections municipales du 9 janvier 1881, Paul Just ne se représente pas aux élections municipales pour laisser Louis Lecerf le remplacer.
Durant ce mandat communal de Louis Lecerf, un hôpital en planches est construit à Thénia en 1883.
Au cours des élections municipales du 4 mai 1884, Thénia vit l'élection de son quatrième maire Gabriel Fages succédant à Louis Lecerf.
Avec Gabriel Fages, Thénia vit le 1er janvier 1887 l'ouverture au trafic de la ligne du chemin de fer venant d'El Harrach (ancienne maison carrée) pour s'étendre jusqu'à la Grande Kabylie, d'une part, et jusqu'au Constantinois, d'autre part.
Grâce au chemin de fer, Thénia bénéficia de la construction de commerces, de l'afflux de fonctionnaires cheminots et de l'arrivée de familles métropolitaines françaises qui vinrent peupler le village.
Ainsi, Thénia connut une intense activité économique sous l’administration de ses quatre premiers maires.
Pour un second mandat communal, Paul Just fut réélu lors des élections municipales du 6 mai 1888 comme cinquième maire, et œuvra ainsi pour la poursuite du développement de Thénia jusqu'à l'année 1892.
De nouveau, Gabriel Fages revint à la mairie de Thénia lors des élections municipales du 1er mai 1892 pour succéder à Paul Just.
Avec ce sixième maire, Thénia devint une agglomération importante avec la création d’un dépôt des chemins de fer, d’un atelier de réparation de locomotives, d'une rotonde de 20 voies.
Dès lors, cet important chantier colonial de Thénia fut le seul dépôt des chemins de fer entre Alger et Constantine.
Gabriel Fages fut maintenu à son poste lors des élections municipales du 3 mai 1896, du 14 mars 1897, du 6 mai 1900, du 30 juin 1901 et du 1er mai 1904.
De 1892 à 1907, Gabriel Fages continua à administrer Thénia jusqu'à la fin de son mandat municipal qui vit aussi le décès de Paul Just en 1906, lui qui était venu s’installer quelque 80 ans plus tôt au col des Béni Aïcha et qui contribua à l’évolution de Thénia.
Le septième maire de Thénia est alors Joseph Patton qui est élu lors des élections municipales du 13 octobre 1907 pour terminer trois ans plus tard son mandat en 1910.
Il fuit suivi à la tête de la commune de Thénia par Philippe Jalabert comme intérimaire à partir de l'année 1910 pour un huitième mandat communal s'étalant durant deux ans jusqu'à l'année 1912.
À partir des élections municipales du 5 mai 1912, Thénia vit l'arrivée de César Boniface comme neuvième maire qui poursuivra ses fonctions mayorales jusqu'à l'année 1935, battant ainsi le record de longévité à la tête de la mairie de Thénia.
César Boniface fut réélu plusieurs fois lors des élections municipales du 30 novembre 1919, du 5 décembre 1920, du 3 mai 1925 et du 5 mai 1929.
Ainsi, César Boniface géra Thénia avant et après la Première Guerre mondiale.
La loi Loucheur du 13 juillet 1928 permit aux habitants européens de construire de jolies villas qui embellirent la ville de Thénia.
En hommage à l'énergique second maire Paul Just, une cité de la ville de Thénia prit alors son nom.
À la suite du long mandat mayoral de César Boniface, la mairie de Thénia accueillit son dixième président en la personne du pharmacien Jérôme Zévaco qui prit ses fonctions en 1935 pour les achever avec le déclenchement de la Seconde Guerre mondiale en 1939.
En pleine guerre mondiale, Thénia fut alors administrée par son onzième maire nommé de Sulauze à partir de 1940 jusqu'à la fin des hostilités en 1945.
À la fin de la Seconde Guerre mondiale en 1945, le pharmacien Jérôme Zévaco fut rappelé aux affaires municipales de Thénia comme maire pour un mandat de douze ans jusqu'à l'année 1957, et vit entretemps le déclenchement de la Guerre d'Algérie .
Ayant été l'adjoint du maire César Boniface pour de longues années, le pharmacien Jérôme Zévaco d’origine corse fut ainsi reconduit comme premier magistrat de Thénia jusqu’à son décès en 1957.
Jérôme Zévaco réussit « contre vents et marées » à conserver le Dépôt des machines ferroviaires à Thénia, déjouant ainsi les intentions de la direction des Chemins de fer algériens (CFA). de regrouper les ateliers au grand dépôt d’Alger.
Après le congrès de la Soummam et les événements qui s'ensuivirent, une délégation collégiale communale spéciale fut créée en 1958, avec Jacques Ducournau comme administrateur aidé par Henri Pérochon, faisant office de maire pour gérer temporairement les affaires de la mairie de Thénia.
C’est Henri Siegwald, descendant d’une des premières familles alsaciennes arrivées en Algérie, qui prit en main en 1958 la mairie de Thénia jusqu’à l’indépendance de l'Algérie, le 5 juillet 1962.
De ce fait, trois cités composèrent alors Thénia à l'indépendance de l'Algérie: la Cité Just, la Cité Morla et la Cité Siegwald.

#### Maires de Thénia après l'indépendance de l'Algérie 1962
Dès que les accords d'Évian furent entérinés, une délégation administrative fut charger de préparer le référendum d'autodétermination de l'Algérie au niveau de Ménerville du 19 mars 1962 jusqu'au 3 juillet 1962.
Au lendemain de la proclamation de l'indépendance de l'Algérie, le préfet d'Alger, Nadir Kassab, signa le 6 août 1962 l'ordre de dissolution du conseil municipal de Ménerville.
La délégation spéciale fut alors reconduite pour gérer les affaires courantes de la commune en prévision de l'organisation des premières élections municipales algériennes.
Hocine Djennadi, originaire de Larbaâ Nath Irathen, fut le premier maire de Thénia à partir du jour de la proclamation de l'indépendance de l'Algérie le 3 juillet 1962. Son mandat transitoire se poursuivit jusqu'en 1963, lorsque le décret 63-189 du 16 mai 1963 vint réorganiser les communes issues de la colonisation française.
Ménerville prit officiellement le nom de Thénia en 1965 en application du décret 65-246 du 30 septembre 1965 stipulant le changement de nom des communes algériennes portant des noms coloniaux.
L'ordonnance 67-24 du 18 janvier 1967 est venue créer le code communal qui organise la commune algérienne, dont Thénia.
Le mandat du quatrième maire depuis l'indépendance, Boualem Ifri, fut écourté par son élection le 25 février 1977 à l'Assemblée populaire nationale (APN).
L'assemblée populaire communale (APC) de Thénia a été dissoute par le décret du 29 mars 1992 et le maire a été remplacé par une délégation exécutive communale (DEC) collégiale faisant office de maire. cette situation a duré jusqu'aux élections municipales du 23 octobre 1997.
Le maire de Thénia jusqu'en 2017 est Ahmed Bendou, réélu comme maire le 29 novembre 2012.

### Séismes et tremblements de terre

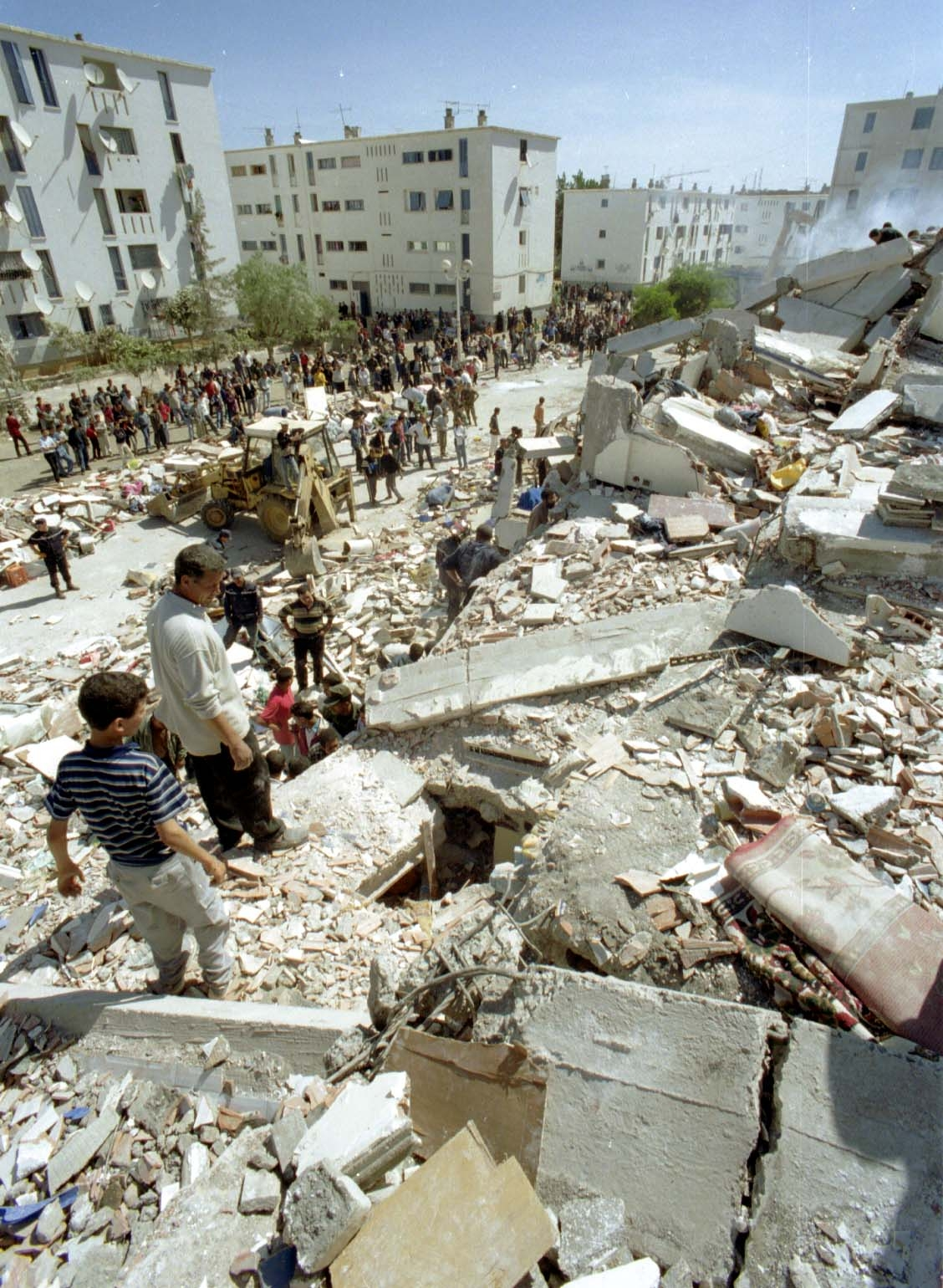
Effets du séisme du 21 mai 2003 à Boumerdès.

Les Annales historiques ont mentionné le séisme de janvier 1867 longtemps avant le cataclysme du 21 mai 2003 et toutes les répliques qui l'ont suivi.
À ne pas aussi oublier le tremblement de terre d'Alger de 1716 qui gomma la ville et s'étendit à toute la région.
L'épicentre du tremblement de terre du mercredi 21 mai 2003 à 19:44 était situé au nord-est de Thénia selon le Centre de recherche en astronomie, astrophysique et géophysique (CRAAG), qui a évalué sa magnitude à 5,2 sur l'échelle ouverte de Richter, avant de la réviser à 6.
Selon l‘United States Geological Survey, qui assure une couverture mondiale des mouvements tectoniques, les premières secousses avaient atteint une force de 6,7 sur l'échelle de Richter.
L’épicentre a été localisé dans la zone côtière de Zemmouri, à environ 80 kilomètres à l’est d'Alger et, d’après les estimations scientifiques, à une latitude de 36,89 degrés nord et à une longitude de 3,78 degrés est, l’hypocentre se situant à une profondeur d’environ 10 km.
Les villes de la wilaya de Boumerdès ont été les plus touchées par la secousse tellurique. 19 744 infrastructures publiques et privées, notamment des immeubles d’habitation, des mosquées, des établissements scolaires, universitaires et sanitaires, des maisons individuelles et des ponts y ont été complètement détruits, à quoi s'ajoutent 1 391 morts et plus de 10 000 blessés. À Boumerdès seulement, les blessés ont atteint le nombre de 3 442. La wilaya a été déclarée sinistrée pour faire face aux affres de l’après-séisme.

### Calédoniens originaires de Thénia
La révolte des Mokrani de 1871 avait débordé la Kabylie sur le Col des Aït Aïcha où est implantée l'actuelle Thénia. Après la répression de l'insurrection du cheikh El Mokrani, les arrêtés de séquestre des terres des insurgés Kabyles ont été promulgués.
Si des insurgés Kabyles ont alors été condamnés à la peine de mort ou aux travaux forcés à perpétuité, d'autres ont écopé d'une déportation simple en Nouvelle-Calédonie après avoir été faits prisonniers au fort Quélern, puis transportés par le navire La Loire à son bord trente-quatre déportés politiques algériens via le neuvième convoi parti le 5 juin 1874 du port de Brest et arrivé au port de Nouméa le 16 octobre 1874.
Les prisonniers natifs de Thénia des Aït Aïcha ont été enregistrés sous des numéros d'ordre avant leur embarquement vers la Nouvelle-Calédonie.
On peut citer parmi ces déportés le Marabout (Cheikh) des Aït Aïcha âgé à l'époque de 56 ans, dont le nom était M'hand Naïth Hamon, probablement Rahmoune, adjoint du numéro d'ordre 1301.

## Infrastructures
Thénia possède un hôpital qui était en reconstruction ces deux dernières années[Quand ?] après son effondrement à cause du séisme du 21 mai 2003, et aussi de deux dispensaires. Elle dispose aussi d'un stade vêtu d'un tartan de 4e génération où l'équipe local CMBT reçoit ses adversaires et qui peut rassembler plus de 4 000 supporteurs.
Thénia compte aussi une gare ferroviaire (SNTF), point de départ/arrivée vers/de la capitale Alger (double voie électrifiée mise en service en 2008) et une gare de correspondance de grande importance concernant toutes les villes de l'est du pays : Tizi Ouzou, Bouira, Béjaïa, Sétif, Constantine, Annaba, etc.

### Établissements scolaires

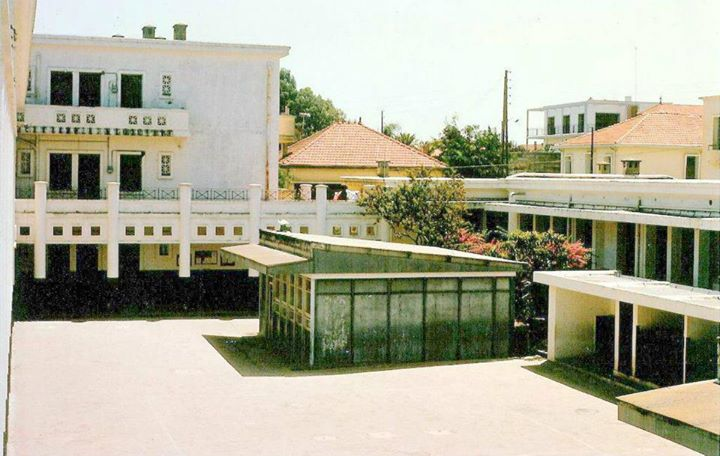
L'école Mohamed Farhi de Thénia avant le séisme de 2003.

Thénia abrite plusieurs établissements scolaires de l'école maternelle jusqu'aux lycées, en plus d'un Centre de Formation Professionnelle et de l'Apprentissage (C.F.P.A.).
L'école maternelle était reliée à la salle des fêtes de Thénia (derrière l'ancienne mairie), où étaient organisées avant l'indépendance des cérémonies telles que la fête annuelle du muguet.

### Hôtel des Finances et des Contributions
Thénia abrite un édifice imposant qui abrite le service de perception des impôts et des diverses redevances fiscales des citoyens, commerçants, établissements et administrations de la région.
Plusieurs communes dépendaient, durant la colonisation française, de cette recette des contributions diverses de Thénia.

### Barrage de Mehrène
Durant l'époque coloniale, lors de la création de la gare ferroviaire de Thénia, une retenue d'eau a été érigée au niveau du village de Mehrène au nord-ouest de Thénia pour subvenir à ses besoins en eau, sur la voie reliant Alger à Tizi Ouzou et à Constantine.
Pour alimenter les locomotives à vapeur, l'eau arrivait du barrage jusque dans des bassins de compensation, qui se trouvaient juste en face de l´ancienne gare. Ils accueillaient aussi des poissons d'eau douce.
À l'origine, le site du barrage de Thénia était un ruisseau, le Chrob-ou-Hrob (اشرب و اهرب" signifiant « bois et fuis ») à cause de la présence de fauves, dont le lion de l'Atlas, qui s'abreuvaient dans ce ruisseau. D'où le nom de Mehrène donné au village mitoyen, voulant dire en langue berbère « source aux lions ».
Actuellement, le barrage est presque totalement envasé, et la route qui y mène reste à goudronner. Même dans le passé, il lui arrivait de manquer d'eau durant les années à faible pluviométrie.
Il existait à 20 mètres au-dessus du barrage un énigmatique rocher à côté d'un petit puits. Il y avait dessus une belle gravure d'apparence naturelle, représentant un sabot de cheval et un pied d'homme d'une taille de plus de 35 cm.
Tout autour du barrage étaient récoltés les fruits de myrtille dits « Chelmoune شلمون » ainsi que les fruits d'arbouse dits « Sissenoue سيسنو ». Le lièvre était aussi chassé à côté des vannes du barrage.
L’eau des sources de Thénia, dont celle du barrage de Mehrène, est considérée comme moyennement dure, dont la teneur en différents ions et les paramètres physiques sont acceptables et répondent bien aux normes requises d’une eau destinée à la consommation humaine sans modération.
La commune de Thénia bénéficie de l'eau des barrages suivants:
- Barrage de Thénia : 30 000 m3.
- Barrage de Merdjet El Feïat : 50 000 m3.
- Barrage d'El Allal : 60 000 m3[56].
- Barrage de Chender : 1 700 000 m3[57].
- Barrage de Djinet : 2 800 000 m3[58].
- Barrage de Sidi Daoud : 3 700 000 m3[59].
- Barrage de Béni Amrane : 13 100 000 m3.
- Barrage du Hamiz : 16 280 000 m3.
- Barrage de Keddara : 145 600 000 m3.
- Barrage de Tala Ouranim[60].
- Barrage d'El Ksar.

Ces barrages font partie de plus de 65 barrages opérationnels en Algérie, alors que 30 autres sont en cours de réalisation en 2015.

### Mosquées
La mosquée El Feth, la première de Thénia, a été construite au début du XXe siècle au centre-ville de Ménerville.

### Cimetières musulmans
Il existe dans le territoire de la commune de Thénia plusieurs cimetières musulmans.
Au nord du chef-lieu de la commune, on trouve le cimetière "Guerouèche Ali قروش علي" non loin du village de Ouled Ali dans la montagne de Boukhanfar.
Quant au sud de la ville de Thénia, on y trouve le cimetière "Djebana El Ghorba" ou "Cimetière de Thénia" entre la cité Morla et le quartier de Tamsaout sur le flanc de la montagne Soumâa (Thala Oufella).
Pour les autres villages abandonnés depuis 1956 autour de Thénia, chacun d'eux possédait son propre cimetière musulman familial.

### Église Saint Léon
Les jésuites sont présents en Algérie depuis 1840, et actuellement en 2014 ils font partie de la Région jésuite du Maghreb.
L’église d'Algérie a obtenu une structure diocésaine en 1838 par la création de l’évêché d'Alger, qui a couvert toute l’Algérie jusqu’en 1866, date où il est devenu archevêché avec la création des deux autres diocèses du Nord.
C'est le cardinal Charles Lavigerie qui dirigea le diocèse d’Alger de 1866 à 1892, et il fonda dès son arrivée, en 1868, les Pères Blancs, puis les Sœurs Blanches en 1869.
En 1873, les jésuites fondèrent et construisirent à Thénia la paroisse Saint Léon qui n'était qu'un baraquement en bois. Cette paroisse devint l’église Saint Léon en 1875, du nom du pape Léon le Grand ; elle avait des murs blanchis et un clocher carré. Elle eut pour curé Pierre Massonnat de 1877 à 1900.
Affiliée à l’église réformée, la paroisse Saint Léon de Thénia servait les chrétiens de ce centre colonial habité par des Alsaciens ou des Haut-Alpins protestants. Il existait à Thénia un temple protestant fondé par les Alsaciens en 1933. Les premiers missionnaires protestants à Thénia furent Messieurs Cook, Duffey, le Pasteur Ernest Creissac, et le frère Pierre Etienne de la Communauté de Taizé.
De septembre 1960 à juillet 1961, c'est Bernard Roussel, né à Marseille en 1937, qui a été pasteur de l’église Saint Léon à Thénia, elle-même affiliée à l’église réformée en Algérie, alors la 16e région de l’église réformée de France.
C'est le Père Jean-Belaïd Ould Aoudia, dit Bélaïd, né le 14 avril 1925, qui a assuré jusqu'en avril 1988 à Thénia la fonction de curé, accueillant aussi les chrétiens (étudiants et enseignants) de Boumerdès. Arrivé en Algérie peu après 1963, il fut nommé en 1973 vicaire épiscopal pour l’Est du diocèse d'Alger.
Après la démission du cardinal Duval en avril 1988, Bélaïd devient vicaire général du diocèse d’Alger. Il quitte alors Thénia et s’installe à l’archevêché d’Alger où il assume, en particulier, le ministère de l’accueil.
|     | Prénoms et nom          | Fonction           | Début | Fin  |
| 1er | Pierre Massonnat        | Curé jésuite       | 1877  | 1900 |
| 2e  | Ernest Creissac         | Pasteur protestant | 1933  | 1945 |
| 3e  | Pierre Etienne          | Pasteur protestant | 1945  | 1960 |
| 4e  | Bernard Roussel         | Pasteur protestant | 1960  | 1961 |
| 5e  | Jean-Belaïd Ould Aoudia | Curé catholique    | 1970  | 1988 |

### Cimetière chrétien
Les cimetières chrétiens en Algérie constituent un patrimoine commun de l'histoire de l'Algérie et de la France. Ils doivent être conservés au titre du devoir de mémoire et du respect dû aux morts.
Les Européens qui ont habité à Thénia durant la colonisation ont leurs morts enterrés au cimetière chrétien de Thénia, entre la cité Rose et la cité Afrique.
Ce cimetière a bénéficié de 4 opérations d'entretien annuel entre 2006 et 2009.
Ce cimetière fait en effet partie d'un processus de regroupement des cimetières chrétiens en Algérie, entamé en 2013.
Jusqu'en 2014, 120 cimetières chrétiens, dont celui de Thénia, ont été regroupés dans les différentes wilayas de l'Algérie, et une seconde phase portera ultérieurement sur le regroupement de 137 autres cimetières.
Le regroupement de ces cimetières prévoit de permettre aux familles pouvant localiser les tombes de leurs défunts dans les cimetières concernés d'émettre leur souhait d’effectuer le transfert en France, à leurs frais, des restes mortels de leurs défunts.

### Gare ferroviaire

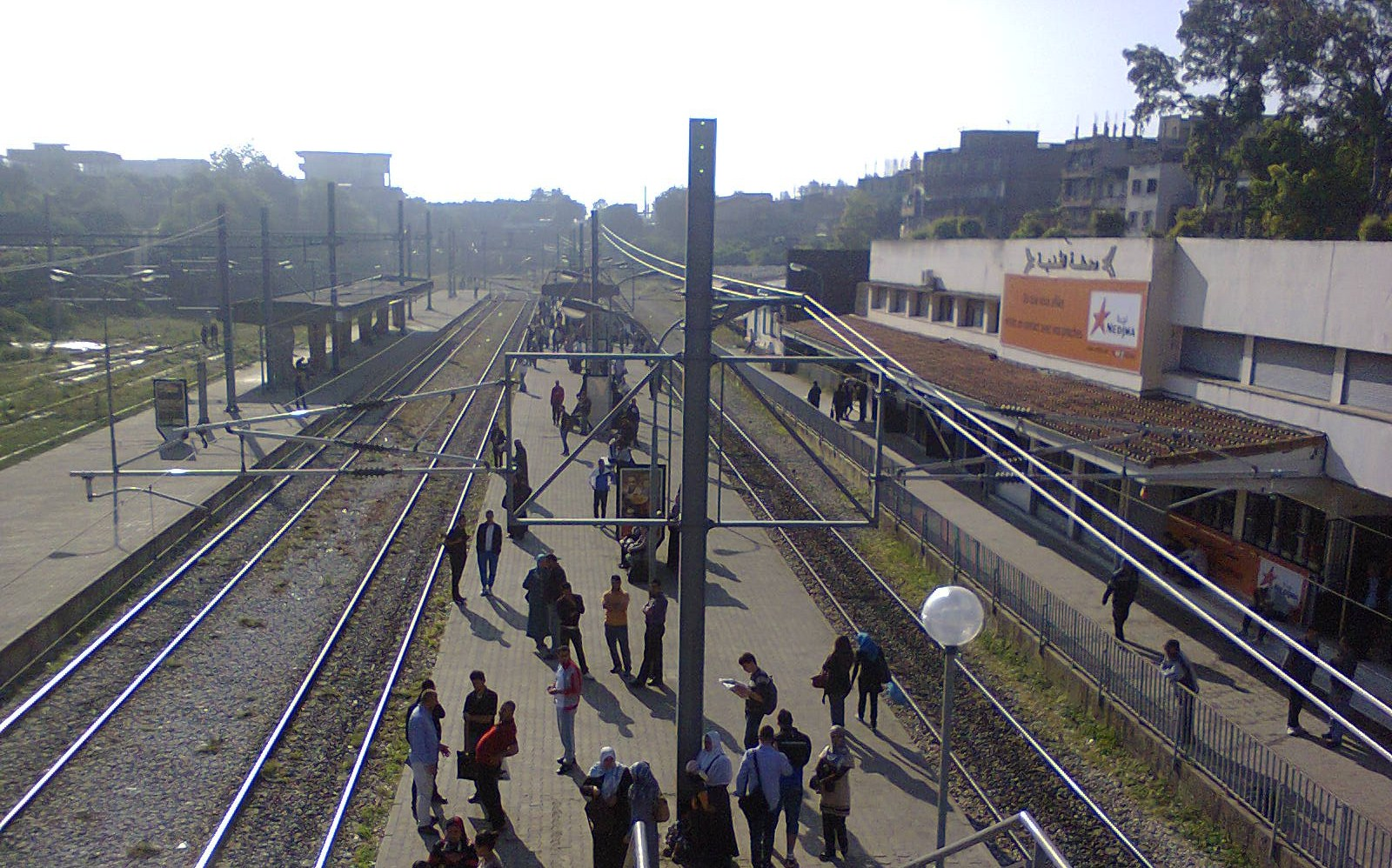
La gare ferroviaire de Thenia.

La gare ferroviaire de Thénia fut construite en 1880, mais la voie du chemin de fer d'Alger à Thénia ne fut ouverte qu'en 1881, après l'achèvement du Tunnel de Thénia.
En effet, c'est le 25 septembre 1881 que fut ouverte la section de Boudouaou à Thénia du chemin de fer allant d'Alger jusqu'à Constantine.
La construction et l'exploitation de cette ligne ferroviaire d'Alger à Constantine furent concédées à la Compagnie des Chemins de Fer de l'Est Algérien par des lois et des décrets successifs, dont la loi et le décret du 3 décembre 1878 portant sur le tronçon entre Boudouaou et Thénia. Ce tronçon fut livré le 25 septembre 1881.
Entre-temps, un embranchement ferroviaire allait permettre la liaison de Thénia vers Tizi Ouzou sur 51 km dans le cadre du deuxième plan de développement des chemins de fer en Algérie adopté par la loi du 18 juillet 1879.
Quant à la liaison ferroviaire de Thénia à Sétif qui permettait enfin de relier Alger à Constantine, elle ne fut entamée qu'après la promulgation du décret du 2 août 1880. Sa mise en service eut lieu par tronçons entre le 1er novembre 1882 et le 3 novembre 1886.
L'inauguration du train électrique entre Alger et Thénia a eu lieu en 2008.
Un départ toutes les 10 minutes à partir de Thénia permet de rejoindre Alger en en 40 minutes. Les trains fonctionneront de 5 heures du matin jusqu'à 23 heures, en visant une ponctualité, un confort et une sécurité à bord du train électrique de la banlieue est de la capitale algérienne.

### Bureau de Poste
Le bureau de poste de Thénia a été fonctionnel à partir de 1903, comme les 90 bureaux de poste ouverts au public à cette date. Il exécutait des opérations de recettes simples de deuxième classe en direction d'Alger.
Mais l'édifice de l'ancienne poste de Thénia n'a été bâti qu'en 1924, en même temps que l'ancienne mairie. Cet hôtel des postes faisait partie d'un ensemble d'édifices publics qui donnaient à Thénia le caractère d'une ville stratégique.
Le dernier français receveur des Postes française à Thénia a été Marcel Martin, un métropolitain arrivé en Algérie en 1941. Il a été nommé à ce poste le 2 mai 1961 et y est resté jusqu'en juillet 1962.
Après l'indépendance de l'Algérie, plusieurs receveurs des postes lui ont succédé à Thénia :
|   | Prénoms | Nom    | Début des fonctions | Fin des fonctions |
| 1 | Mohamed | Issaad | 1962                | 1975              |
| 2 | Ali     | Bekour | 1975                | 1990              |
| 3 | Mohamed | Rakia  | 1990                | 2005              |

Le bureau de poste de Thénia a été détruit par le tremblement de terre du 21 mai 2003 et reconstruit au même endroit en 2005. Il comprend actuellement 4 guichets au niveau de son centre payeur, dans un bâtiment neuf, moderne et spacieux d'Algérie Télécom.
Les postiers de Thénia avaient travaillé deux ans dans des conditions pénibles, dans des conteneurs dans lesquels la chaleur était suffocante et le froid glacial. Ils avaient installé quelques jours seulement après la catastrophe une poste sommaire dans la loge du gardien de la Maison de jeunes de Thénia pour ne pas suspendre la continuité du service public.
Le Centre de chèques postaux installé actuellement à Thénia a un caractère régional, couvrant les utilisateurs venant d'autres communes de la Wilaya de Boumerdès ainsi que de la Wilaya de Bouira.
L'ouverture d'un centre de paiement d'Algérie Poste dans le village d'Ouled Ali au nord-est de Thénia à Boukhanfar[pas clair] est prévue [Quand ?].

### Code postal

Logo d'Algérie Poste.

Le Code postal de Thénia est passé par plusieurs étapes de l'époque coloniale à nos jours.
Avant le découpage administratif de 1984, Thénia relevait de la Wilaya d'Alger. Son code postal était alors 16000, sans précision numérique pour les daïras, les communes et les douars.
Après le découpage de 1984, Thénia a été rattachée à la Wilaya de Boumerdès portant le numéro 35. Le code postal de Thénia a donc pris la forme numérique générique sur cinq chiffres 35xxx. Mais puisque Thénia dépendait avant 1984 de la Daïra de Boudouaou, portant le numéro 4 dans la Wilaya d'Alger, son code postal devint 354xx.
Le chef-lieu de la commune de Thénia a reçu le numéro 7, donnant le code postal 3547x. Le centre-ville a reçu le numéro 0, donnant le code postal 35470.
Thénia a pris sa place dans la liste des codes postaux d'Algérie avec le code postal 35470.
En 2008, Thénia a reçu un nouveau code postal dans le cadre de la réforme entreprise par Algérie Poste : 35005.

### Tribunal
Un tribunal a été construit à Thénia au début du XXe siècle. Il permettait de rendre justice aux citoyens de Thénia et à ceux de ses communes limitrophes.
Après l'indépendance de l'Algérie, il a été déclassé pour devenir une simple annexe administrative des services juridiques centraux à Alger.
La décision de fermeture de cette annexe a été prise en 1980. Depuis cette date, elle est restée fermée au public. Elle a été sérieusement endommagée par le séisme de Boumerdès (mai 2003).

### Hôpital

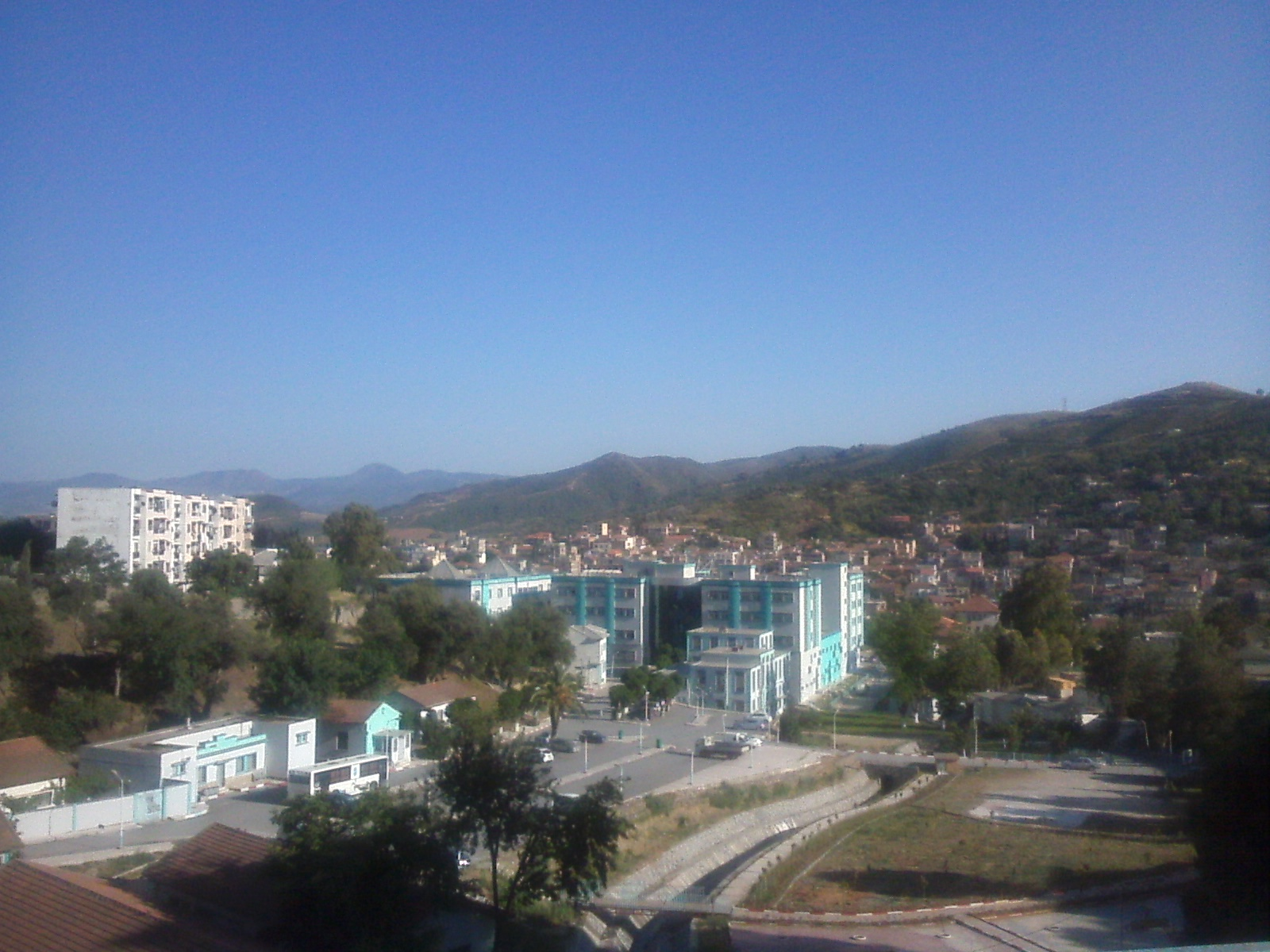
Vue de l'hôpital de Thénia en 2015.

Lors de la colonisation française de l'Algérie, Thénia fut choisie en 1870 pour la création d’une ambulance de 120 lits d’abord, puis en 1873, d’un modeste hôpital dirigé à ses débuts par le docteur Roger.
Le grand hôpital de Thénia a été construit dix ans plus tard, en 1883. Il accueillait principalement des grabataires.
À partir de 1935, l'hôpital de Thénia a connu plusieurs réaménagements et une multiplication de ses services. Il a ainsi été agrandi en convertissant ses salles communes en chambres particulières, en créant une salle d'interventions opératoires de chirurgie, en installant un service moderne de radiologie, ainsi que l'équipement d'un laboratoire d'analyse médicale. Un service de maternité y a ensuite été créé pour s'occuper du suivi des femmes enceintes et des accouchements.
Des interventions de chirurgie courante y étaient pratiquées pour le trachome, les cas d'amputation et l'appendicite.
La lutte contre les maladies infectieuses était l'objet de campagnes périodiques visant la syphilis, la tuberculose, la fièvre typhoïde, le kyste hydatique, la dysenterie amibienne et le tétanos.
L'arrivée de la molécule de sulfamide en 1935, puis de la pénicilline en 1942, permirent de nettes améliorations dans les traitements de nombreuses affections dans les zones rurales autour de Thénia.
L'hôpital a été très endommagé par le séisme du 21 mai 2003. Ses nouveaux bâtiments ont été inaugurés en 2014.

### Bâtiments culturels
- Cinéma Roxy : La récupération de la salle de cinéma Le Roxy a été opérée en 2010 après des années d'abandon. Cette salle est la propriété de la mairie (A.P.C.) de Thénia et a été récupérée par voie de justice, puis refaite par les services de la mairie pour être utilisée pour des conférences et des activités culturelles. Auparavant, elle a été louée comme salle des fêtes à un particulier sans soumission, ni renouvellement de contrat ou appel d'offres durant des années[77].

- Une salle de conférence de 200 places a été réalisée à Thénia en 2011.

- La salle des fêtes de Thénia se trouvait derrière la mairie et l'école maternelle jusqu'à sa fermeture en 1980. Elle a été démolie avec l'école maternelle pour permettre la construction du siège de la daïra de Thénia à partir de 1984.

### Sports

#### Football
La première équipe de football à Thénia était le Sporting club ménervillois (SCM), aux couleurs jaune et noire, dont le siège était au Café Bagur, et qui fut créé et affilié en 1910. Durant la saison (1947-1948), le SCM évoluait en 2e division de la Ligue d'Alger de football côte à côte dans les compétitions avec l'équipe de la Jeunesse sportive de Kabylie (JSK) dans le groupe A.
Après l'indépendance de l'Algérie, juste après que Ménerville eut été rebaptisée Thénia en 1965, le SCM devint l‘Espérance sportive de Thénia (EST).
En 1972, l'EST prit le nom arabe de Chabab Moustaqbal Madinate Thniya (CMMT), qui signifie en français « Jeunesse de l'avenir de la ville de Thénia ».
Après 1979, il a été rebaptisé Chabab Moustakbal Baladiyate Thenia, ce qui signifie en français « Jeunesse de l'avenir de la commune de Thénia »

#### Rugby
Le Sporting Club Ménervillois (S.C.M.) avait aussi une équipe de rugby qui participait aux compétitions en Algérie avant 1962. Elle remporta le championnat d'Algérie de rugby à XV en mai 1959.

#### Kung-fu
La section de kung-fu du Mouloudia Club de Thénia (M.C.T.) continuait en 2012 à s'entraîner malgré le manque de moyens matériels et financiers. Les séances d'entraînement de kung-fu à Thénia se déroulent encore en 2014 dans un grand hangar qui jouxte le stade communal. Ce hangar, couvert en métal, n'est pourvu d'aucune commodité. Cependant, depuis la fermeture en mars 2013 de la salle omnisports mitoyenne, c'est là que les athlètes de la localité viennent pratiquer leur sport de prédilection.

#### Judo
À Thénia, la salle de judo a bénéficié d'une extension en 2008. Cette extension est venue encourager les tournois organisés périodiquement par la section de judo du CSA Thénia à la salle omnisports communale. Les tournois de judo pour jeunes garçons à Thénia concernent les catégories d’âge des poussins (25 kg, 30 kg, 35 kg et plus de 55 kg), des benjamins (30 kg, 35 kg, 40 kg, 46 kg, 55 kg et plus de 60 kg) et des minimes (36 kg, 42 kg, 50 kg et 55 kg). Plusieurs clubs de judo de la Wilaya de Boumerdès et de toute l'Algérie y sont conviés.
À rappeler que la finale du championnat de la Wilaya d'Alger de judo, en catégorie minime, avait vu en 1978 la victoire de l'équipe de Thénia (C.M.B.T.), sous la direction de Djillali Boutiche. C'est le maître Salah Abbad, un grand judoka au niveau national dont le passage à Thénia restera gravé en lettres d'or. Issu de l’école de judo d'El Biar à Alger,  ce grand entraîneur a travaillé plus de deux ans à Thénia, où une école de judo vit le jour et donna des résultats appréciables, malgré l'indigence des moyens dont la section disposait à l'époque. C'était la période où le sport en général et le judo en particulier, était la fierté de Thénia, avec peu de moyens mais avec une grande volonté des sportifs. Un autre maître du judo à Thénia est Malek Sahed, un entraîneur qui faisait partie de la grande équipe de judo locale durant la décennie 1978-1988.

#### Salle omnisports
L'absence de subventions a abouti à la fermeture de la salle omnisports de Thénia pour la pratique sportive, tandis que cette structure est cédée régulièrement pour les célébrations des fêtes familiales.
En plus de cette disette financière, le glissement de terrain ayant eu lieu en dessous de la salle omnisports est encore d'actualité.
La direction de la jeunesse de la Wilaya de Boumerdès avait ordonné la fermeture de cette salle pour mettre en place d'un mur de soutènement afin de parer à un éventuel glissement de terrain : ce mur de soutènement en gabion, mal conçu à un endroit restreint, a causé un affaissement menaçant les locaux commerciaux en bord de l'avenue M'Hamed Bouguerra de tomber sur le trottoir.
Lors de l'hiver 2012, un éboulement s'est produit au niveau de la salle omnisports, causant de graves dégâts, notamment au niveau de l'abribus.
En juin 2014, la salle omnisports de Thénia était encore fermée « par mesure de sécurité ».

#### Stade
Le stade de Thénia est une structure sportive centrale de football à côté d'une salle omnisports. Son terrain a été revêtu de gazon synthétique de quatrième génération à partir de 2007. Il a été procédé à la pose du gazon sur un espace de 10 000 m2 de pelouse. Ce tapis en gazon synthétique a nécessité plusieurs opérations techniques : après le terrassement commencé en 2007, un support en bitume a été posé, suivi d'un gazon en polypropylène. Le tapis de gazon, d’une épaisseur de 60 millimètres, a subi sept opérations de contrôle de conformité avant sa livraison. Sa durée de vie est d’une dizaine d’années, jusqu'en 2017. Il bénéficie du label « Recommanded » de la FIFA.

## Économie

### Concessions agricoles coloniales
À partir de 1874, des concessions agricoles ont été créées autour de Thénia pour permettre de développer la production agricole. Ces concessions agricoles modernes étaient composées d'une assez bonne terre labourable et beaucoup d’oliviers.
Au sein de ces concessions, on pouvait trouver des broussailles, des palmiers nains, de la vigne, des figuiers et des jardins.
Dès que le bénéficiaire obtenait la concession agricole, il se rendait immédiatement en Algérie pour remplir scrupuleusement les conditions de résidence sur le lot de terre qui lui avait été attribué.
Le concessionnaire agricole supportait les frais pour travaux d’amélioration de sa propriété terrienne, qui consistaient en défrichements, greffage d’olivier, etc.

### Gisements miniers
Une carrière de granite concassé, ou tuf, était exploitée au nord-est de Thénia, et un téléphérique expédiait ce minerai de granite (tuf) vers la gare ferroviaire de Thénia pour être acheminé par wagons ou par camions en fonction des destinations.
L'extraction de cette roche de granite, ou tuf, à ciel ouvert était suivie d'un concassage sur place, puis elle était acheminée par le fameux téléphérique jusqu'à Thénia où elle était transbordée soit dans des wagons soit dans des camions pour être transportée là où on en avait besoin.
Les roches qui composent le massif montagneux de Thénia sont donc constituées de granite à grain plus ou moins fin exploités actuellement pour la production du tuf.
La décomposition de ces granites à Thénia donne des petits cristaux de feldspath, de quartz et de mica noir.
Le granite de Thénia est aussi présent sous la forme de gros blocs, parfois énormes, qui se prêtent facilement à l'exploitation pour les pavés et les carrelages de cours et de trottoirs.
La région de Thénia abrite aussi des sites miniers de fer près du village de Gueddara à 2,5 km au sud de la ville. On y trouve de l'hématite tendre, affleurant dans un îlot de schiste et de quartzite archéens.
Quant au nord de Thénia, plus précisément près de Oued Keddache à 3 km de la ville, on trouve des sites miniers de fer oligiste avec des traces de pyrite, au contact du micaschiste et de la roche éruptive (liparite) ayant fait l'objet de quelques travaux d'exploration abandonnés depuis longtemps.

### Place publique
La ville de Thénia comporte une place publique en son centre-ville. Cette placette, appelée "Place Carnot", a été créée dès 1870 à côté de la mairie de Thénia. Sa largeur est de 30 mètres alors que sa longueur est de 70 mètres, d'où une superficie de 2 100 mètres carrés. Ainsi, sur 21 ares, la placette Carnot de Thénia avait été conçue dès la création du village colonial de Thénia pour accueillir les quelques centaines d'habitants de la ville au quotidien et lors des marchés et des fêtes. Après la délimitation du périmètre de cette place publique en 1870, des arbres y ont été plantés, semblables à ceux des places d'Alger.
Une fontaine publique a été bâtie près de ces plants d'arbres pour abreuver les gens et arroser les arbrisseaux. Quelques années plus tard, un jet d´eau avec ses poissons remplaçât cette fontaine. Un kiosque avait été érigé sur cette place, près de la fontaine publique, où se vendait le fameux chocolat Menier. Un kiosque à musique était au centre de cette place Carnot où avaient lieu marchés, foires et fêtes, et où la population européenne de Thénia venait prendre un peu de repos à l'heure fraîche et siroter quelque chose, tout en écoutant des concerts.
Les jeunes et moins jeunes de Thénia se regroupaient autour du kiosque à musique de cette place, venus danser sur des airs à la mode, lors des bals des fêtes du village. Des lampions multicolores se balançaient et délimitaient le périmètre scintillant réservé aux danseurs autour de l'orchestre.
Après l'indépendance de l'Algérie en 1962, deux kiosques ont été bâtis de part et d'autre de la placette, tenus par Tirsatine et Anou, et les deux pissotières ont été maintenues. Le kiosque à musique a été remplacé par un café. Des carrés de jardin, ainsi qu'un jet d'eau avec bassins, ont été installés sur l'ancien caniveau de la place.

### Marchés

#### Marché hebdomadaire
La mairie (A.P.C.) de Thénia avait décidé en 2006 de fermer provisoirement le marché hebdomadaire qui se tenait jusqu'alors tous les mardis dans la ville depuis la création de la commune de Thénia en 1874.
Il y avait un côté bucolique dans ce marché du mardi qui faisait partie de la vie du village de Thénia où les gens de toutes confessions se côtoyaient hebdomadairement.
En effet, ce marché hebdomadaire du mardi se tenait dans la place du centre-ville et ses rues attenantes jusqu'en 1994 où il fut transféré à la sortie ouest de la ville (Pont des soupirs) puis suspendu en 2006.
Cette décision de suspension des activités de ce marché avait pour raison les plaintes des riverains de cet endroit, tels les habitants des cités des 38 Logements, les Tours et l'École qui se plaignaient de moult désagréments causés par ce marché du mardi.
La décision de suspension provisoire nécessitait des autorités locales de réfléchir à une solution de rechange, les habitants de Thénia habitués à cet espace commercial réclamant une solution dans les meilleurs délais, tout en déclarant comprendre la décision des autorités, dictée aussi par la perturbation de la circulation automobile.
Jusqu'à octobre 2014, ce marché hebdomadaire du mardi à Thénia restait suspendu après 8 ans de longue attente de la population des Béni Aïcha.
Entre-temps, la majorité des habitants de Thénia se rabattent actuellement sur le marché hebdomadaire du vendredi à Boudouaou, celui de jeudi à Isser ou celui de lundi à Boumerdès pour faire leurs courses.
Jusqu'à présent en 2014, la ville de Thénia n'a pas encore trouvé un endroit susceptible d'abriter son marché hebdomadaire du mardi, car l'extension de cette ville stratégique est devenue problématique.

#### Marché aux bestiaux
Ce marché hebdomadaire des bestiaux se tenait à la cité de la Sablière tous les mardis avant l'indépendance de l'Algérie en 1962.
Les vendeurs de moutons et de volailles de toute la région de Thénia, et au-delà, venaient y vendre leur marchandise en plus des agriculteurs du coin.

#### Marché couvert
Le marché couvert de Thénia a été inauguré en 1984.
Il est composé de plus de 60 locaux commerciaux répartis sur 2 étages ainsi que des étals de fruits et légumes au centre du rez-de-chaussée de la surface couverte.
Ces locaux commerciaux exposaient naguère leurs marchandises vers l'extérieur ou vers l'intérieur de l'édifice.
Mais ce marché couvert s'était détérioré, à la suite du séisme 21 mai 2003 qui a secoué toute la région de Boumerdès et qui avait profondément touché la ville de Thénia.
Dans un état lamentable, ce marché était malheureusement devenu insalubre après 2003 à cause des tas d'ordures, des cartons, de la ferraille et de déchets jonchant son intérieur depuis des années.
Cette saleté repoussante et les odeurs nauséabondes rendaient le lieu infréquentable.
Ainsi, des travaux de confortement dudit marché couvert de Thénia avaient été lancés en 2009, vu qu'il avait connu un état d'abandon des plus totaux et s'était transformé en un dépotoir.

### Industrie
La commune de Thénia regroupe une multitude d'usines.

#### Usine SOMIVER
À l'entrée ouest de la ville de Thénia, à côté du centre de formation professionnelle et de l'apprentissage (C.F.P.A.), se trouve l'usine SOMIVER.
Cette usine SOMIVER, une société par actions (S.P.A.), est une filiale du groupe industriel ENAVA.
En effet, le groupe industriel de l'entreprise nationale des verres et abrasifs (E.NA.V.A.) possède cette usine à Thénia, dénommée société de miroiterie et de verre technique (SO.MI.VER.) ayant un capital social de 5 millions de dinars algériens.
Ayant ainsi son siège social sur la route nationale RN5, l'activité de SO.MI.VER. Thénia consiste à produire et à commercialiser du miroir et de la verrerie de laboratoire.
La gamme de produits de SO.MI.VER. Thénia comprend les abrasifs, les bouteilles et bocaux en verre, les briques de verre, la gobeleterie, la miroiterie, la cristallerie, le verre feuilleté d'automobile, le verre de laboratoire et le verre plat produit ou transformé.
À rappeler que l'usine SO.MI.VER. Thénia est une unité industrielle issue du groupe Saint-Gobain, qui activait en Algérie sous le nom "Verreries d'Afrique du Nord" depuis 1947.
Après l'indépendance algérienne, l'usine SO.MI.VER. a connu 5 phases importantes après sa nationalisation en 1962 et à la suite de plusieurs restructurations industrielles.
L'actuelle unité SO.MI.VER. a été créée en février 1997.
L'historique de SO.MI.VER. passe par la création d'un comité de gestion en 1963.
Puis, la société nationale des industries du verre (S.N.I.V.) fut créée par l'ordonnance no 66-316 du 25 octobre 1966.
En 1973, la restructuration du secteur industriel a induit l'absorption de la S.N.I.V. par la société nationale des industries chimiques (S.N.I.C.) créée par l'ordonnance no 75-45 du 25 février 1973.
De nouveau, la restructuration de la S.N.I.C. a produit l'entreprise nationale des verres et abrasifs (E.NA.V.A.) par le décret no 82-418 du 04 décembre 1982 dont l'unité SO.MI.VER. faisait partie.
Finalement, la filialisation du groupe E.NA.V.A. en 5 filiales a enfanté de SO.MI.VER. créée le 05 février 1997[réf. nécessaire].

#### Unité de KAHRIF
À l'entrée ouest de Thénia se trouve l'unité KAHRIF, une filiale de SONELGAZ.
Cette unité d'électrification Rurale (KAHRIF) de Thénia se situe sur la route nationale RN5 de quoi lui donner une aptitude à l'intervention prompte dans toutes les localités rurales de la région de Basse-Kabylie.
Cette unité KAHRIF de Thénia, qui est une société par actions (S.P.A.) dénommée entreprise nationale des travaux d'électrification (E.N.T.E.), est spécialisée dans la distribution publique de gaz, la construction des réseaux de distribution d’énergie électrique, ainsi que dans services relatifs à l'utilisation de l'électricité et du gaz en milieu rural.
En 1974, la direction de l’électricité "K.E." de SONELGAZ a pris en charge les projets d'électrification rurale en Algérie.
En 1982, KAHRIF a été créé en tant qu’entreprise nationale des travaux d’électrification (E.N.T.E.), par abréviation "KAHRIF".
En 1989, KAHRIF a vu son passage à l’autonomie de en tant que société par actions (S.P.A.).
En 1996, l'ouverture du marché de l’électrification à la concurrence a permis à KAHRIF de participer aux appels d’offres nationales et internationales.
En 2006, KAHRIF a réintégré le groupe SONELGAZ et est devenue l’une de ses filiales.

#### Usine du Groupe Faïenceries Algériennes
Le Groupe Faïenceries Algériennes, fondé en 1969, est le leader de l’industrie céramique en Algérie avec une production qui avoisine les 30 000 mètres carrés par jour, dans cinq unités de production spécialisées en carreau mural, carreau de sol et carreau décoratif (plinthes et frises) en mono-cuisson et en bi-cuisson.
L'unité de production à Thénia est spécialisée dans les plinthes et listels avec une production de 2 000 m2/jour.

### Agriculture
Répartition en 2012 de la superficie agricole et forestière (en hectares) autour de Thénia des Béni Aïcha
- Superficie agricole utile (S.A.U.: 65 738 hectares) (65,03 %)
- Superficie agricole irriguée (S.A.I.: 12 400 hectares) (12,27 %)
- Superficie de l'espace forestier (S.E.F.: 22 951 hectares) (22,70 %)

La superficie agricole totale autour de Thénia des Béni Aïcha est de 99 592 hectares, dont la superficie agricole utile est de 65 738 hectares alors que la surface irriguée est de 12 400 hectares.
L’espace forestier recouvre une superficie de 22 951 hectares composés de bois, de sous bois et de maquis.
En effet, la superficie totale de la Wilaya de Boumerdès, autour de Thénia, se répartit entre les cultures céréalières, l'arboriculture, la viticulture, les cultures irriguées, les parcours, les sols nus, les espaces forestiers, le cadre bâti, etc.
Ces potentialités agricoles se traduisent par une importante activité agricole générant une production très diversifiée et de qualité an matière de vigne de table, d’arboriculture fruitière, d'agrumes, de maraîchages, d'huiles, et de viandes rouges et blanches.
Les terres agricoles autour du Col des Béni Aïcha dans la Wilaya de Boumerdès sont classées dans la zone «Une».
Cette zone «Une» est caractérisée par une très bonne qualité des terres agricoles et sa richesse en produits favorisant les activités agricoles, ainsi que par un climat favorable, notamment une pluviosité assez importante, des reliefs facilitant le travail de la terre et un accès facile des moyens mécaniques aux exploitations agricoles (plaines) en plus de l'abondance de l'eau.

#### Viticulture
De toutes les régions de l'Algérie viennent les grossistes de fruits et légumes s'approvisionner en raisin de table dans les vignobles autour de Thénia.
En effet, les viticulteurs des plaines entourant le Col des Béni Aïcha prennent la tête de l'innovation dans le domaine de la production du raisin de table.
Les 8 240 hectares consacrés au raisin de table ont donné durant la saison 2009-2010 une production de 2 525 000 quintaux, avec un rendement d'un peu plus de 306 quintaux par hectare.
Entre 40% et 45 % de la production nationale algérienne de raisin de table proviennent des plaines et vignobles qui entourent le Col des Béni Aïcha dans la Wilaya de Boumerdès.
Les variétés récoltées sont le cardinal, le muscat, le dabuki, alphonse-lavallée, le red globe, le dattier, le victoria, le black pearl, et d'autres.
Les statistiques de la saison 2011-2012 indiquaient que parmi les 22 921 hectares de terre agricole destinés à l’arboriculture, pas moins de 8 682 hectares sont occupés par les vignobles.

#### Arboriculture

##### Agrumes

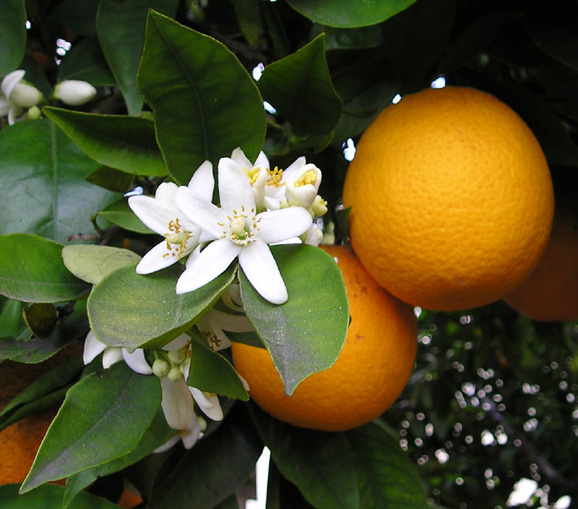
Fleurs d'oranger et oranges.

La région agricole entourant les Béni Aïcha produisait 12 variétés d´agrumes durant la saison 2009-2010 sur une surface globale de plus de 2 000 hectares, dont près de 1 900 considérés comme à «très haute productivité».
La récolte en 2009-2010 était d´un peu plus de 20,000 tonnes d´agrumes contre plus de 34,000 tonnes en 2008-2009.
Le seuil minimal de production annuelle d'agrumes est de 25,000 tonnes, dans le pire des cas, alors que des pics de près de 35,000 tonnes sont souvent signalés.
Le rendement de production d'agrumes passe par des minima entre 90 et 95 quintaux par hectare, contre une moyenne de production de 160 à 200 quintaux d´agrumes/hectare.
Plus de 1 000 agriculteurs de la Basse Kabylie activent dans la branche de production des agrumes.

#### Céréaliculture

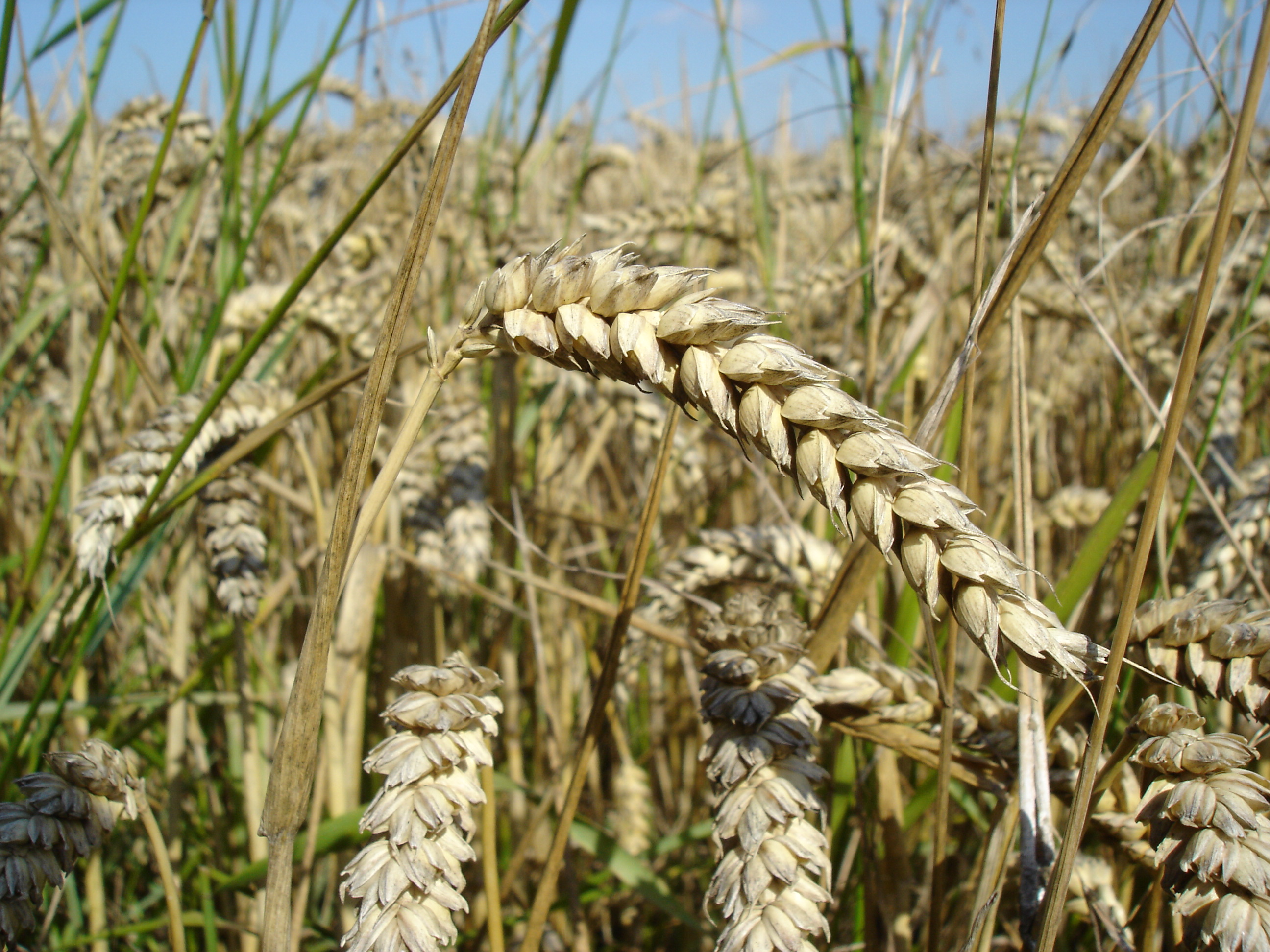
Épis de blé.

Durant la campagne 2008, la récolte céréalière autour de Thénia avait donné 55 045 quintaux de céréales, dont 23 620 quintaux de blé dur, 24 250 quintaux de blé tendre, 5 355 quintaux d’orge et 1 820 quintaux d’avoine.
En 2009, les plaines entourant le col des Béni Aïcha, sur une superficie emblavée de 5 230 hectares, ont permis l'exploitation d'une superficie ensemencée dépassant les 5 230 hectares dont 1 242 hectares ont été destinés pour la semence et 3 988 hectares pour la consommation.
La C.C.L.S. de Thénia, en plus de celles de Tadmaït et Draâ Ben Khedda, accorde des facilitations aux céréaliculteurs de la région des Béni Aïcha pour l’acheminement de leur récolte vers les trois points de la collecte des céréales qui sont prévus pour une capacité de 210 000 quintaux.
En 2010, les producteurs céréaliers autour de Thénia avaient bénéficié d’un nouveau point de collecte et de stockage, d’une capacité de plus de 180 000 quintaux, relevant de la C.C.L.S. de Draâ Ben Khedda.
Les prévisions établies pour l'été 2010, autour de Thénia, étaient de 164 000 quintaux de céréales récoltés, dont 81 800 de blé dur, 61 700 de blé tendre, 15 600 quintaux d’orge et 4 900 quintaux d’avoine.
Pour la moisson de l'été 2011, les plaines autour de Thénia avaient bénéficié d'une extension de la surface d’emblavement céréalier durant la campagne de labours-semailles évaluée à 1 500 hectares en passant de 6 500 à 8 000 hectares.
Une récolte de moins de 150 000 quintaux était prévue durant l'été 2011, contre le pic de 160 000 quintaux en 2010, dans les plaines céréalières autour de Thénia, contre un objectif de 185 000 quintaux fixé par le contrat de performance de la Wilaya de Boumerdès qui était attendu par sa direction des services agricoles.
Cette production estivale attendue en 2011 était répartie à raison de plus de 75 000 quintaux de blé dur, plus de 55 000 quintaux de blé tendre, 15 000 quintaux d'orge et 5 000 quintaux d'avoine.
La saison 2011-2012 avait effectivement exploité autour de Thénia une superficie de 7 600 hectares qui ont été réservés à la céréaliculture, dont 3 632 hectares emblavés sont destinés au blé dur, 1 794 hectares au blé tendre, 776 hectares à l’orge et 298 hectares à l’avoine.
Durant l'été 2012, la campagne de moisson-battage avait permis de récolter une superficie de plus de 6 500 hectares autour de Thénia avec une production de 184 000 quintaux de céréales, tous types confondus, contre 143 620 quintaux en 2009/2010 et 138 700 quintaux en 2010/2011,.
La production céréalière autour de Thénia durant l'été 2013 était attendue à environ 220 000 quintaux, répartis à raison de plus de 120 000 quintaux pour le blé dur, 70 000 quintaux pour le blé tendre, 20 000 quintaux pour l'orge et près de 200 quintaux pour l'avoine.
L'histogramme suivant montre la croissance de la production céréalière (en quintaux) des plaines entourant Thénia des Béni Aïcha.
- Blé dur
- Blé tendre
- orge
- Avoine
- Total

#### Culture maraîchère

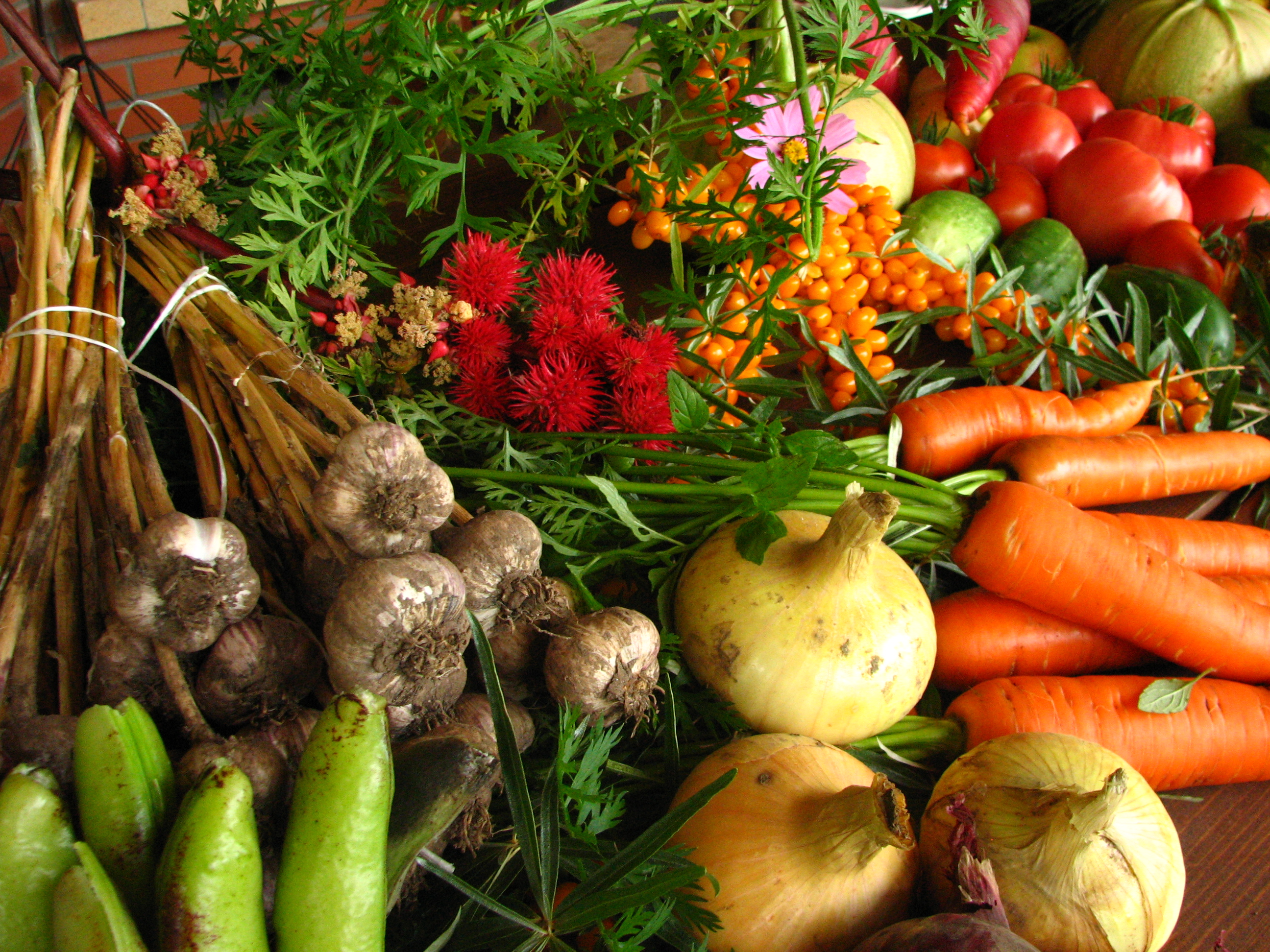
Légumes de culture maraîchère.

Le maraîchage est devenu une activité de grande envergure autour de Thénia, où plusieurs milliers de personnes s’y adonnent.
La culture maraîchère autour de Thénia des Béni Aïcha se concentre sur l’aubergine, la pomme de terre, l’oignon, la tomate, le piment, le poivron et les cultures sous serres.
Durant la saison 2010-2011, la région de Basse Kabylie s'est distinguée par sa culture maraîchère avec 6 415 000 quintaux récoltés.

##### Pomme de terre

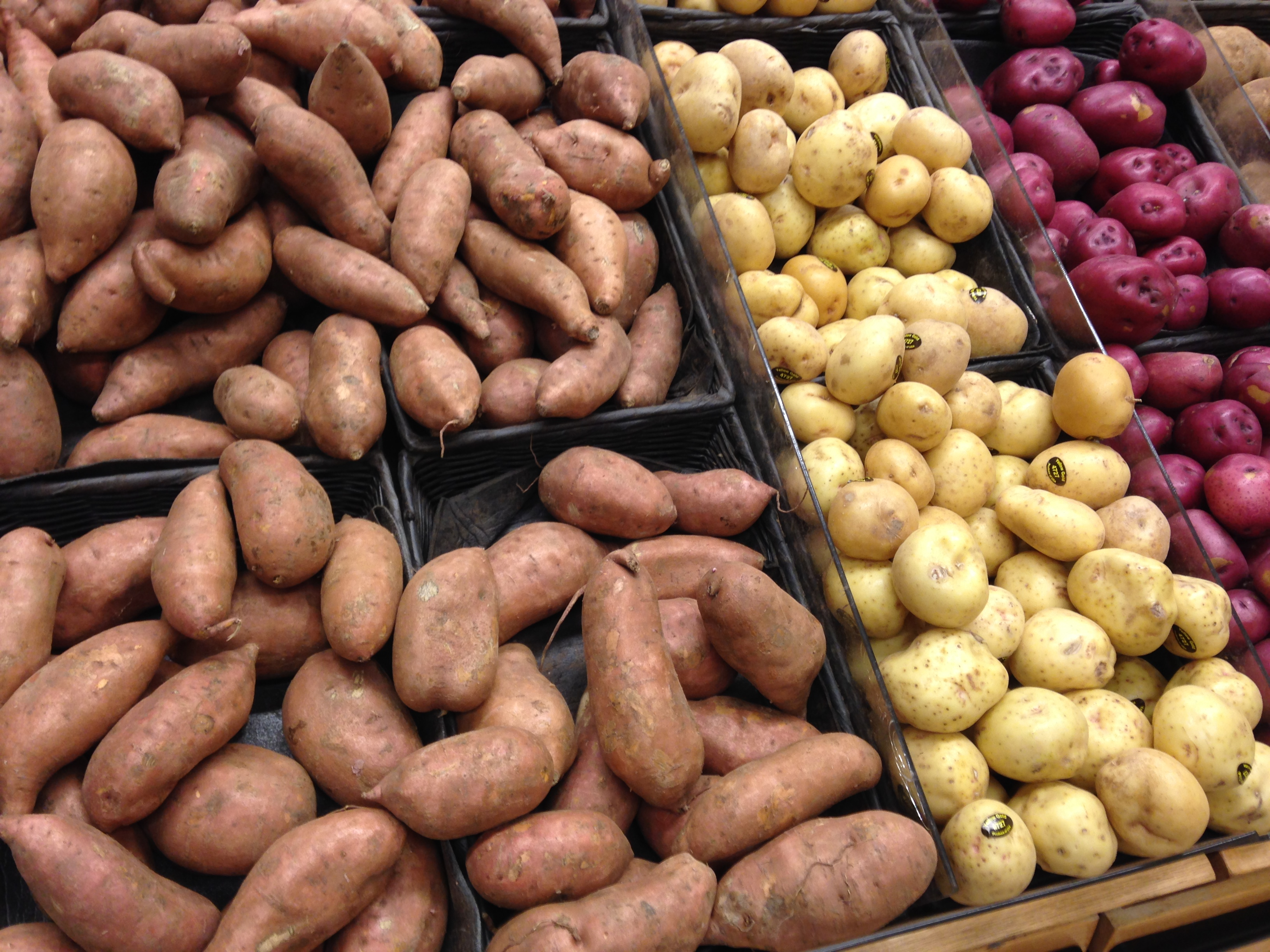
Pommes de terre.

Les terres agricoles entourant Thénia permettent la production de dizaines de milliers de tonnes de pomme de terre (hors saison, précoce, saisonnière et de semence), sur des milliers d'hectares. En 2013-2014, par exemple, elles ont fourni 50 000 tonnes tonnes de pommes de terre saisonnières sur 2 000 hectares.

##### Tomate
Les terres fertiles autour de Thénia permettent la production de la tomate de saison (fraîche, plein champ), de la tomate industrielle et de la tomate sous serre (d'avant-saison, de saison et d'après-saison).

#### Oléiculture

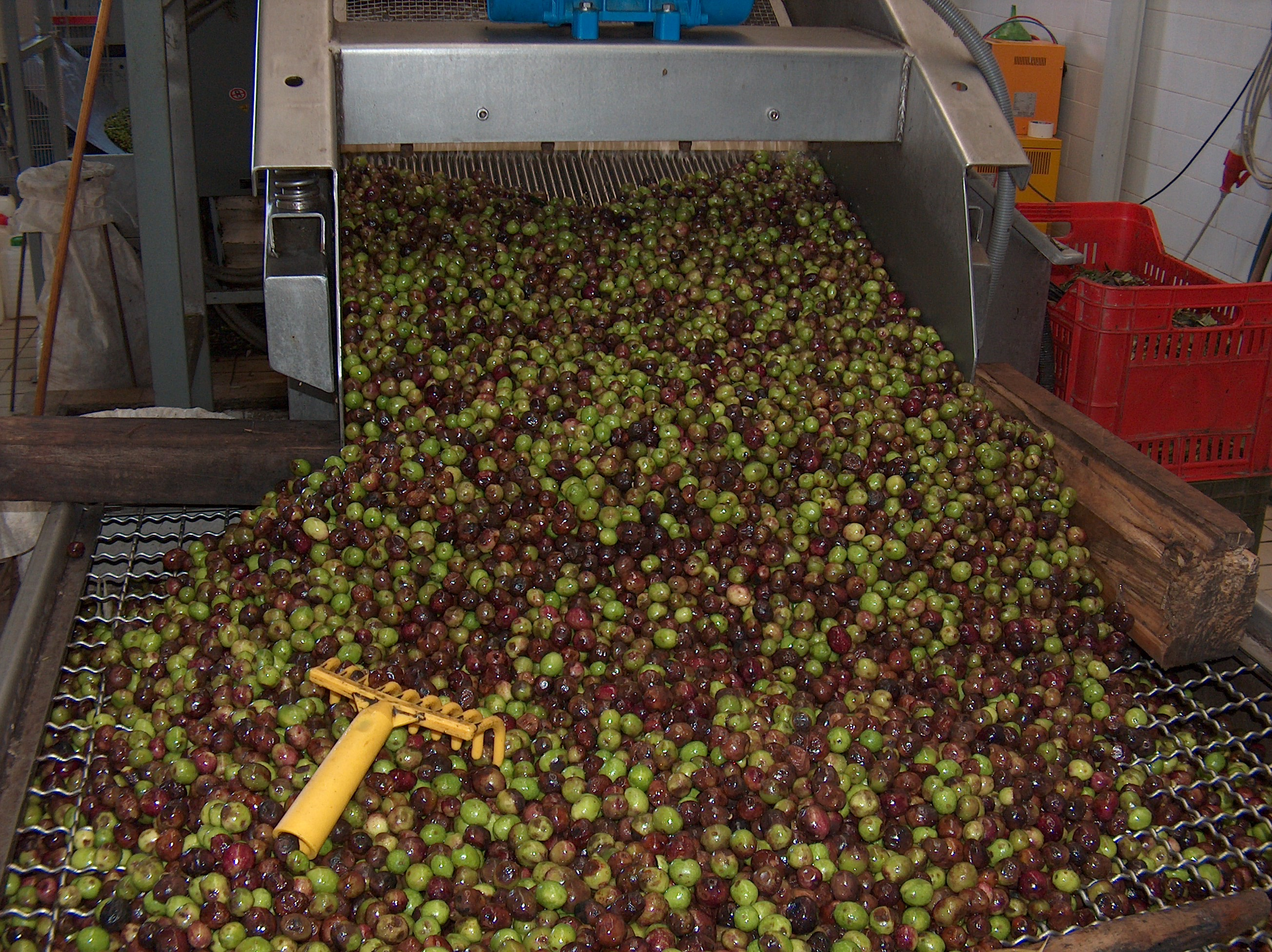
Olives dans l'huilerie.

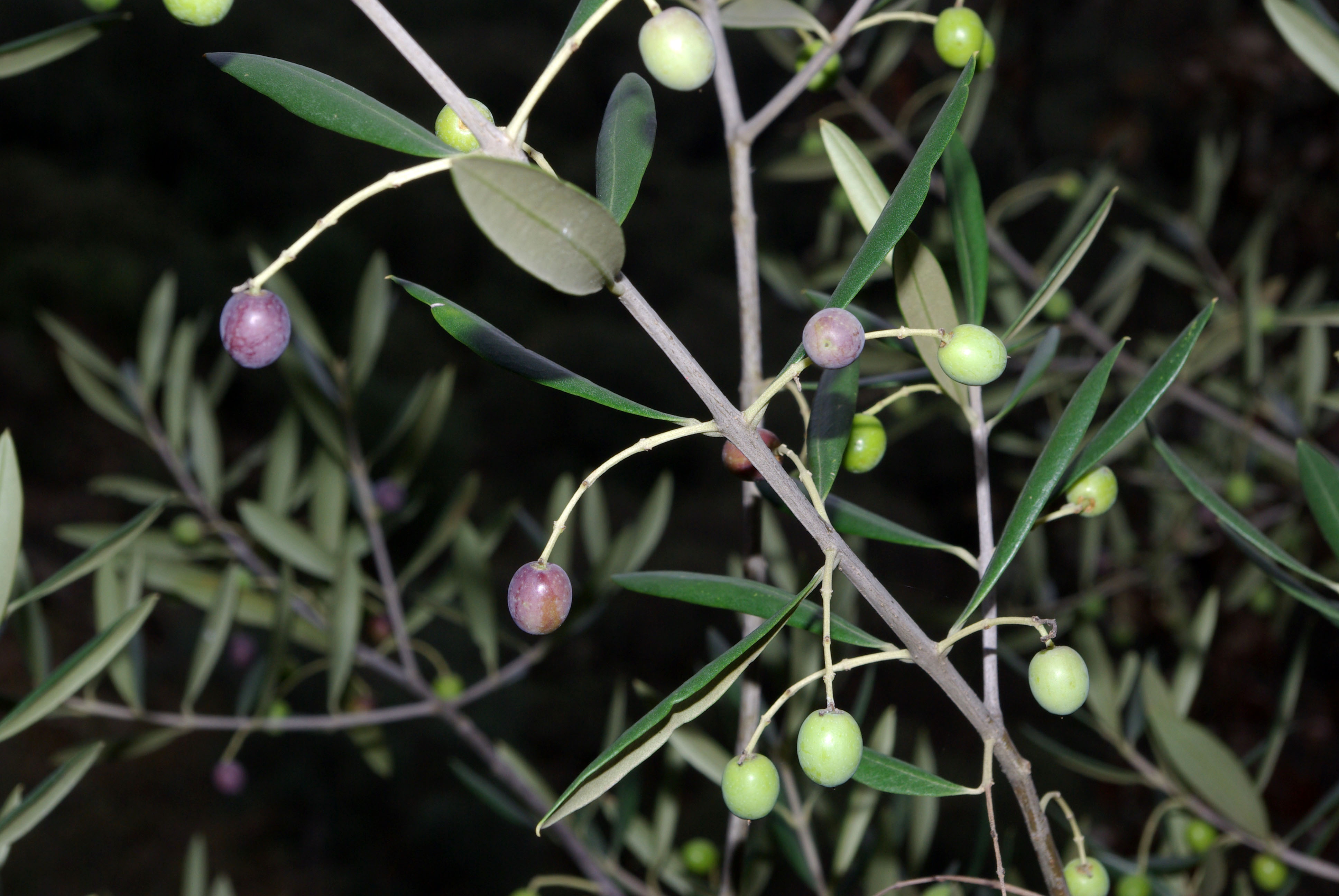
Olives de Thénia

L'huilerie d'extraction de l'huile d'olive à Thénia fait partie des 39 huileries que compte la Wilaya de Boumerdès, dont les principales se situent dans la daïra de Thénia et ses communes, Béni Amrane, Ammal, Thénia et Souk el Had.
Ces 39 huileries se répartissent en 5 huileries automatiques, 13 huileries semi-automatiques et 21 huileries traditionnelles pour la production d'huile d'olive.
Dans la région de Thénia, un quintal d'olives peut donner normalement entre 9 et 26 litres d'huile.
Pour la campagne oléicole 2013/2014, la production prévue était de plus de 161 000 quintaux d’olives de table, dite «la Sigoise», et une production d’huile de 29 000 hectolitres.

#### Coopérative des céréales et légumes secs (C.C.L.S.)
La coopérative des céréales et légumes secs (C.C.L.S.) de Thénia offre des moyens techniques aux fellahs de la région des Béni Aïcha.
Ainsi, la C.C.L.S. permet de gérer la production céréalière de la région de Thénia, qui atteint des dizaines de milliers de quintaux de blé dur, de blé tendre et d'orge.
En effet, les rendements céréaliers importants réalisés au niveau de plusieurs exploitations agricoles autour de Thénia, atteignant parfois plus de 60 quintaux par hectare, trouvent dans la C.C.L.S. de Thénia un réceptacle pour aider les agriculteurs à mener à bien la campagne de moisson-battage.

#### Zone d'activité
La zone d'activité industrielle de Thénia a été créée durant l'année 2000.

#### Apiculture

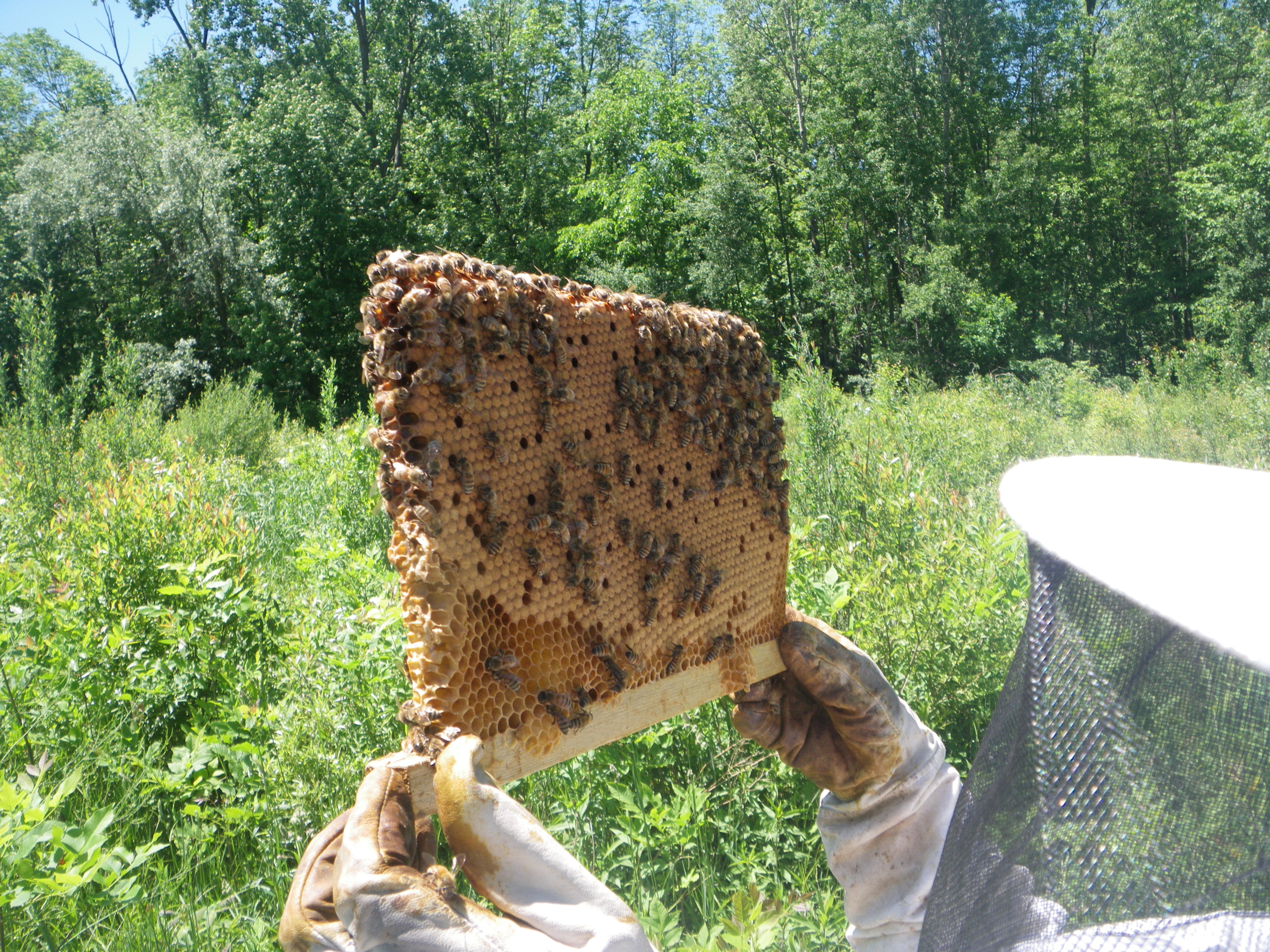
Inspection du couvain d'une ruche.

La production mellifère autour de Thénia des Béni Aïcha a enregistré une baisse sensible durant la saison 2013-2014, chutant de 190 tonnes en 2012-2013 à 160 tonnes en 2013-2014.

#### Élevage

##### Viandes blanches (Volailles)

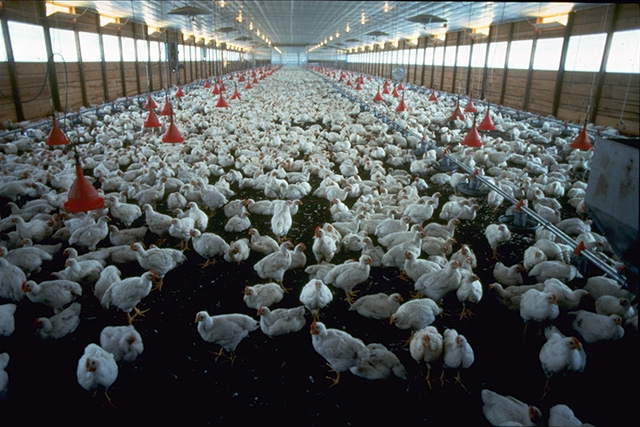
Élevage de poules.

En 2010, la région de Thénia a produit 104 185 quintaux de viandes blanches, et 128 134 en 2013.

##### Œufs
Durant l'année 2010, la région des Béni Aïcha a produit 273 589 000 œufs.
|     | Année | Œufs        |
| 1er | 2008  | 281 904 000 |
| 2e  | 2009  | 235 340 000 |
| 3e  | 2010  | 273 589 000 |
| 4e  | 2011  |             |
| 5e  | 2012  |             |
| 6e  | 2013  | 254 792 550 |
| 7e  | 2014  | En cours    |

##### Viandes rouges (Ovins et Bovins)

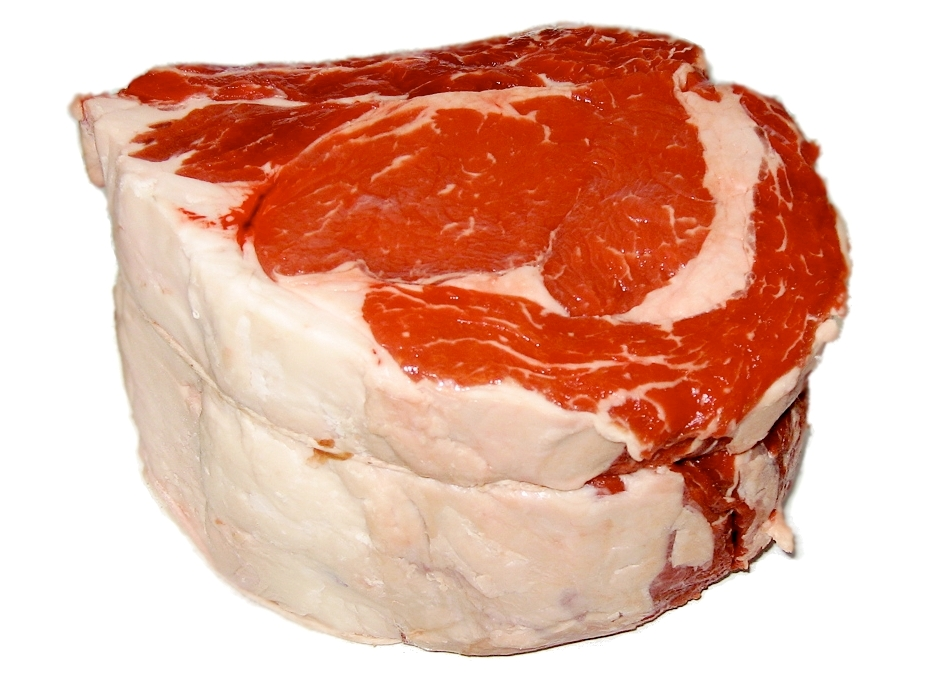
Viande bovine

Durant l'année 2010, la région de Thénia a produit des viandes rouges à raison de 30 074 quintaux.
|     | Année | Viandes rouges |
| 1er | 2010  | 30 074         |
| 2e  | 2011  |                |
| 3e  | 2012  |                |
| 4e  | 2013  | 44 490         |
| 5e  | 2014  | En cours       |

##### Lait

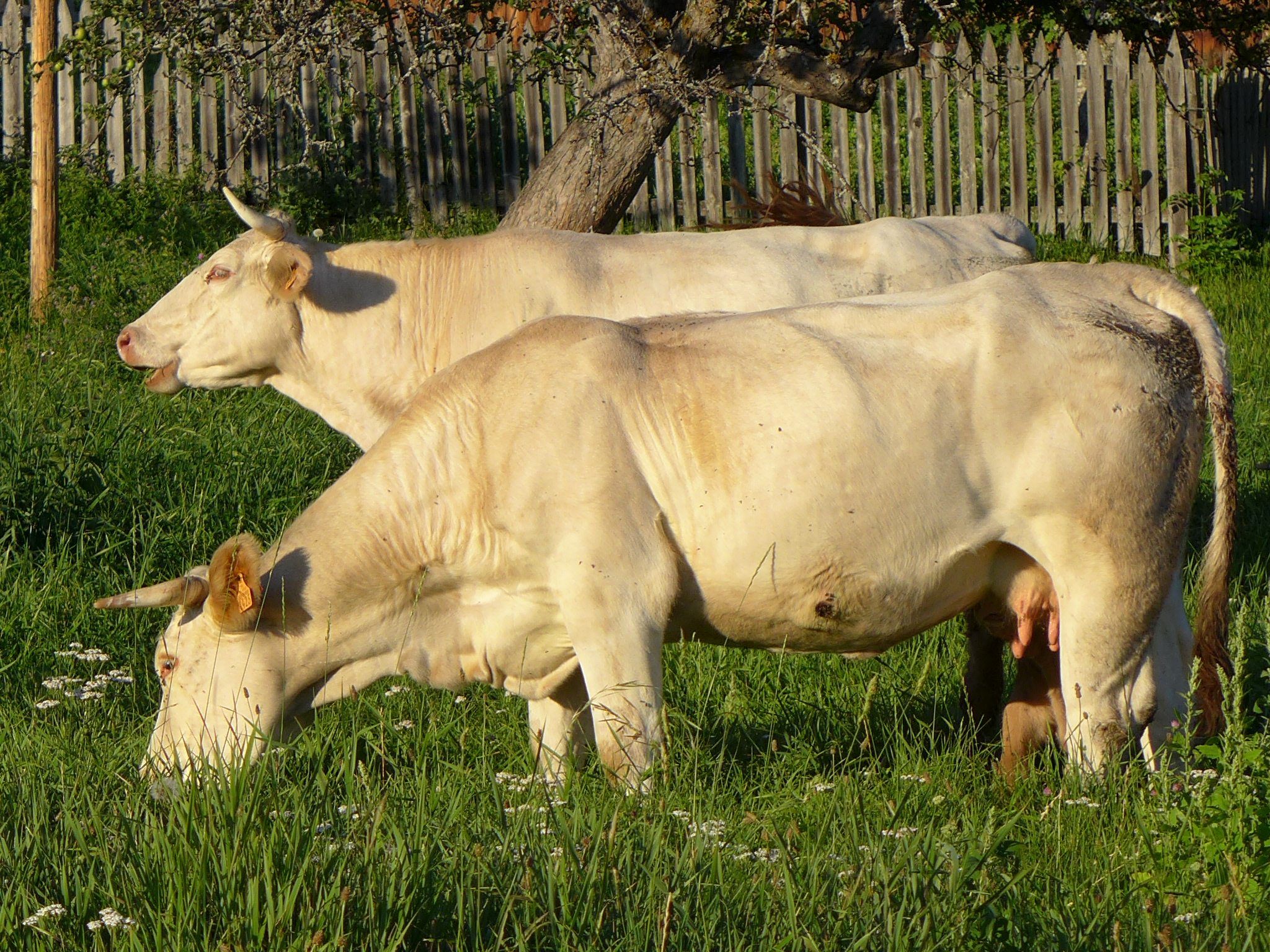
Vaches laitières

Durant l'année 2010, la région des Béni Aïcha a produit du lait à raison de 42 347 000 litres.
|     | Année | Lait produit | Lait collecté | Nombre de vaches laitières | vaches laitières à haut rendement | Nombre d'éleveurs | Nombre de collecteurs agréés |
| 1er | 2008  | 28 000 000   | 3 500 000     | 13 000                     | 4 400                             | 320               |                              |
| 2e  | 2009  | 36 000 000   | 7 000 000     | 15 000                     |                                   | 760               | 14                           |
| 3e  | 2010  | 42 347 000   | 9 000 000     |                            | 4 000                             | 959               | 16                           |
| 4e  | 2011  | 44 000 000   | 13 000 000    | 15 000                     | 5 000                             | 1 230             | 27                           |
| 5e  | 2012  | 44 300 000   | 19 000 000    | 29 800                     | 10 000                            |                   |                              |
| 6e  | 2013  | 48 400 000   | 22 000 000    | 16 000                     | 10 000                            | 2 500             | 40                           |
| 7e  | 2014  | En cours     | En cours      | En cours                   | En cours                          | En cours          | En cours                     |

### Pêche
Réputée pour être une destination privilégiée d’un grand nombre des pêcheurs de l'Algérie, la côte de la Basse Kabylie s’étend sur une distance de 90 kilomètres, allant de la région d’Afir à l’est, jusqu’à Boudouaou El Bahri à l’ouest.
Le littoral autour des Béni Aïcha compte 9 plages d’échouage et trois ports principaux d’une capacité d’accueil globale de 409 embarcations de pêche, dont 200 unités au port de Zemmouri El Bahri, 100 au port de Dellys, et une centaine au port de Cap Djinet.
|     | Années    | Nombre de plages d'échouage | Nombre de ports | Nombre total d'embarcations de pêche | Port de Zemmouri El Bahri (embarcations) | Port de Dellys (embarcations) | Port de Cap Djinet (embarcations) |
| 1er | 2008-2014 | 9                           | 3               | 409                                  | 200                                      | 100                           | 109                               |

En 2011, le secteur de la pêche autour du Col des Béni Aïcha comptait plus de 4.000 marins et artisans immatriculés, parmi lesquels 3.700 marins pêcheurs, les autres étaient des artisans spécialisés dans les métiers de la pêche et de la mer.
|     | Année     | Marins immatriculés |
| 1er | 2008-2011 | 4 000               |
| 2e  | 2012      | 3 900               |
| 3e  | 2013      | 3 500               |
| 4e  | 2014      | 3 700               |

La côte de la Basse Kabylie avait enregistré son plus bas niveau de production piscicole en 2010 avec une prise de 6 500 tonnes, au moment où l’année 2009 avait enregistré une production de 10 000 tonnes de poissons.
À rappeler que les prises de poissons avaient fluctué de 2001 à 2008 entre 10 000 et 15 000 tonnes par an.
|     | Année     | Production de poissons | Port de Zemmouri El Bahri (tonnes) | Port de Dellys (tonnes) | Port de Cap Djinet (tonnes) | Ports d'échouage (tonnes) |
| 1er | 2001-2007 | Entre 10 000 et 15 000 |                                    |                         |                             |                           |
| 2e  | 2008      | 11 000                 |                                    |                         |                             |                           |
| 3e  | 2009      | 13 000                 | 6 500                              | 5 600                   | 110                         | 790                       |
| 4e  | 2010      | 6 500                  |                                    |                         |                             |                           |
| 5e  | 2011      | 10 000                 |                                    |                         |                             |                           |
| 6e  | 2012      | 11 000                 |                                    |                         |                             |                           |
| 7e  | 2013      | 7 600                  |                                    |                         |                             |                           |
| 8e  | 2014      | En cours               | En cours                           | En cours                | En cours                    | En cours                  |

La plus importante quantité de la prise de poissons sur le littoral autour des Béni Aïcha est représentée par le poisson bleu, la sardine en l'occurrence, dont la région de Basse Kabylie en détient la première place en matière de capture à l'échelle nationale Algérienne.
|     | Année | Sardine (tonnes) | Crustacés (tonnes) | Moules (tonnes) |
| 1er | 2009  | 11 700           | 650                | 650             |

### Artisanat

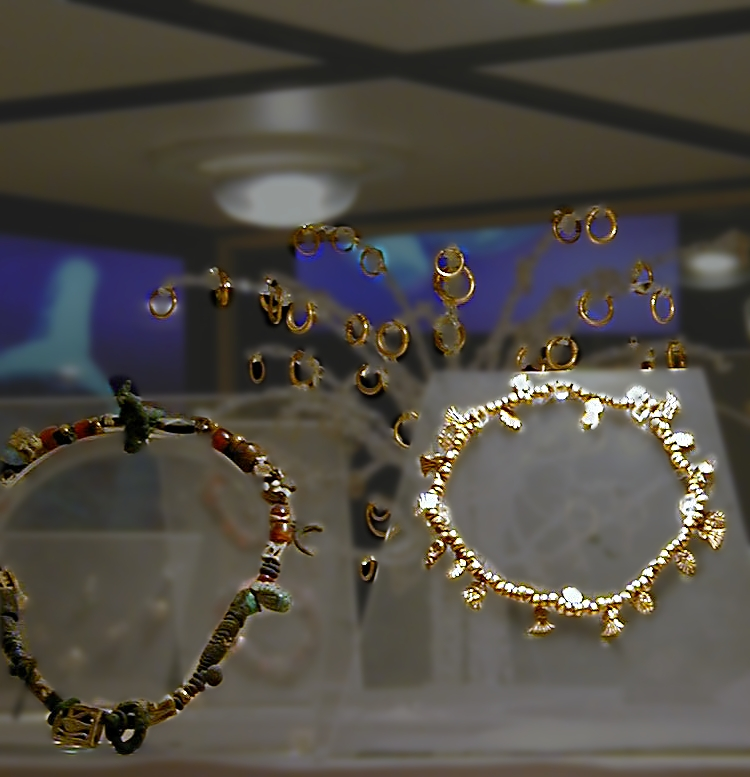
Bijoux

Le secteur de l'artisanat connaît une véritable embellie ces dernières années autour de Tizi Naïth Aïcha, mais aussi un vrai développement de filières porteuses.
En effet, les artisans autour de Thénia se répartissent sur la filière des services, connue pour la diversité et la multiplicité de ses activités et son dynamisme, sur le créneau de la production et des métiers, ainsi que sur l'artisanat artistique.
Un nombre de 15 activités artisanales sont célèbres en Basse Kabylie, en particulier la confection de bijoux traditionnels.
La céramique est une autre spécialité de ces artisans autour du Col des Béni Aïcha, alors que l'ébénisterie y est aussi pratiquée.
S'agissant de la poterie, celle-ci est très répandue autant que le tissage qui demeure une activité qui se transmet de mère en fille dans les localités rurales.
Le tissage des tapis et des variétés de couvertures est généralement pratiqué par les membres d'une même famille afin de répondre aux besoins domestiques.
D'autres spécialités artisanales sont à noter comme la broderie berbère, l’ébénisterie, la peinture sur soie, l’art culinaire du terroir ainsi que des différentes pâtisseries.
|     | Année | Artisans immatriculés | Filière des services | Production et métiers | Artisanat artistique |
| 1er | 2007  | 1 600                 | 1 152                | 352                   | 96                   |

#### Habit traditionnel

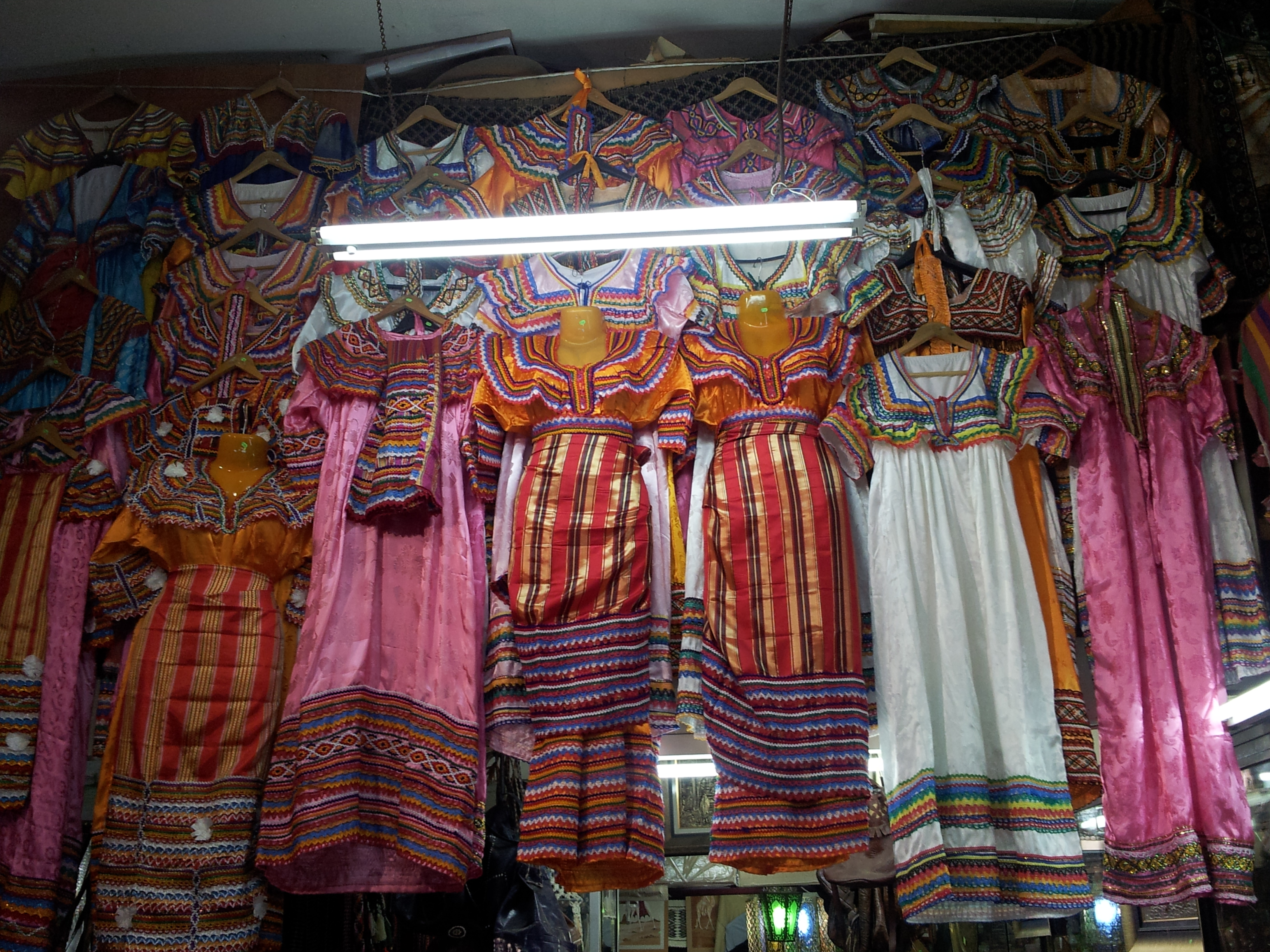
Robes kabyles pour l'intérieur.

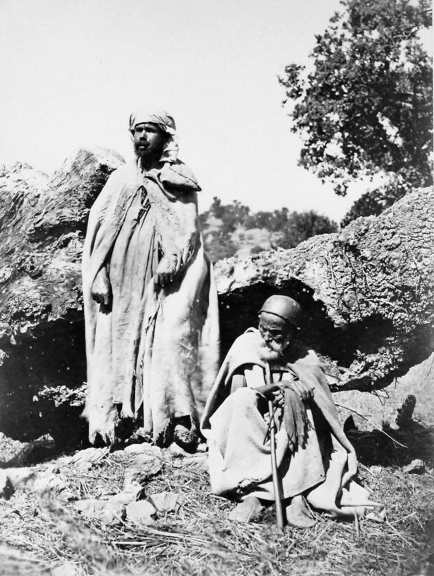
Burnous kabyles pour les sorties.

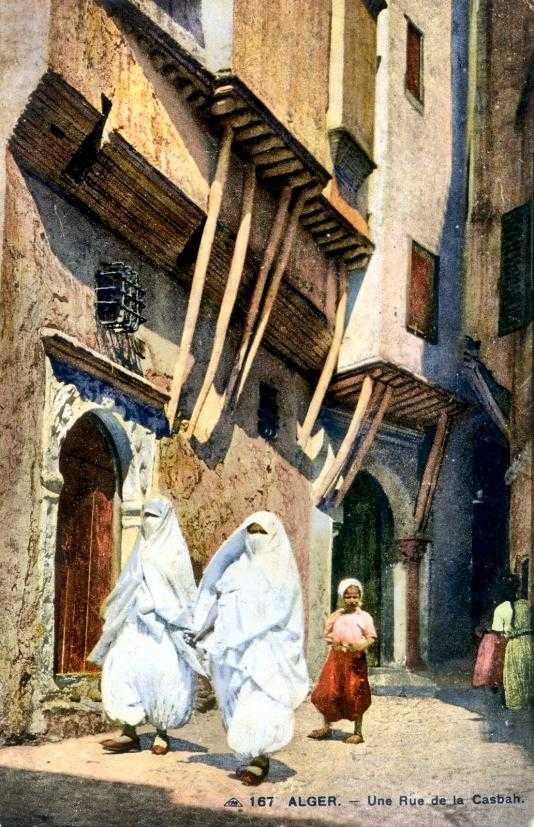
Haïk kabyles pour l'extérieur.

La région des Béni Aïcha autour de Thénia présente un large éventail d'habits traditionnels féminins et masculins.

##### Habit féminin
Les habits traditionnels féminins chez les Béni Aïcha sont de 2 types :
Pour l'intérieur, un habit féminin kabyle strié et colorié.
Pour l'extérieur, hors du quartier ou du village, c'est le haïk, il est composé d'une étoffe blanche rectangulaire recouvrant tout le corps de la femme chez les Béni Aïcha. Ce haïk est enroulé puis maintenu à la taille par une ceinture et ramené ensuite sur les épaules pour y être fixé par des fibules.

##### Habit masculin
Les habits traditionnels masculins chez les Béni Aïcha sont aussi de 2 types :
Pour l'intérieur, c'est un habit à base de Djellaba جلابة traditionnelle.
Pour l'extérieur, c'est le burnous (arabe : barnous برنوس), un manteau en laine, long avec une capuche pointue et sans manche, qui était porté par les hommes des Béni Aïcha hors du domicile. Il n'est porté aujourd'hui par les hommes à Thénia que lors des cérémonies.

#### La poterie traditionnelle

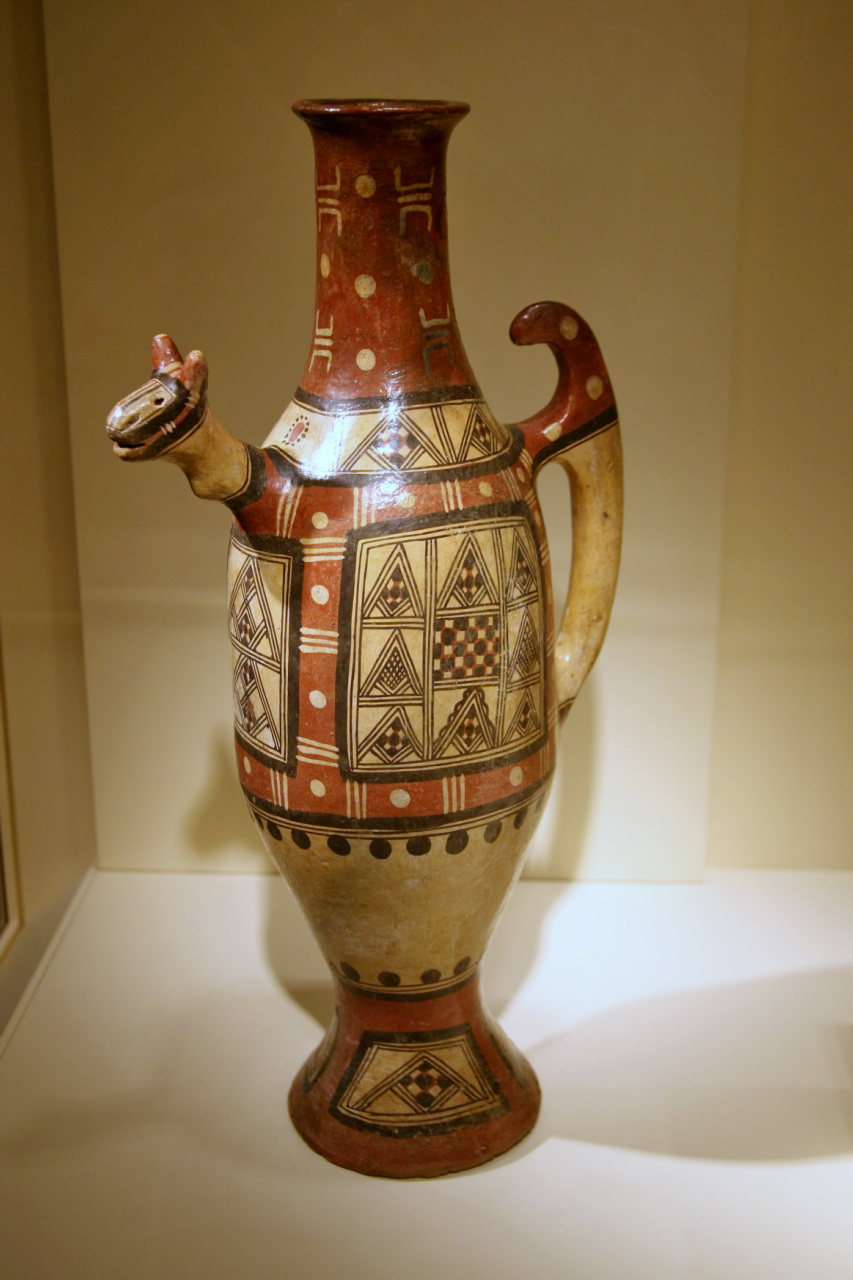
Poterie traditionnelle kabyle.

Thénia, peuplé de populations d'origine kabyle, aujourd'hui majoritairement arabisée, est connue pour ses poteries au décor berbère angulaire, ocre sur fond blanc.
Des aires de cuisson des poteries à Thénia étaient auparavant entourées de murs semi-circulaires, en pierres sèches, qui s'enfonçaient dans le sol, soit pour alimenter les foyers, soit pour permettre la circulation de l'air.
Dans les villages entourant Thénia, il y avait aussi des aires où séchaient des moellons d'argile ordinaire mélangée de paille, qui entraient dans la construction des maisons.
Le mode de fabrication de cette poterie à Thénia passait par le traitement, l'extraction et la purification de l’argile, puis le pétrissage, le séchage, la cuisson et la décoration.
Cette poterie berbère de Thénia était séchée à l’ombre et sa décoration se faisait à l’aide de pinceaux en poils de chèvre. Ses motifs étaient généralement de forme géométrique et triangulaire.
Cette poterie des Béni-Aïcha était vendue au bord de la route nationale passant par Thénia et dans des magasins à l'intérieur de la ville, comme celui qui était à la cité Sablière.

## Personnalités
- Le marabout Sidi Boushaki (1394-1453) qui est enterré dans le village de Soumâa au sud de Thénia.
- Le professeur Noureddine Melikechi, y est né en 1958 à Thénia.
- Les boxeurs Mohamed Missouri (1947), Hocine Soltani (1972) et Mohamed Allalou (1973) sont tous trois natifs de Thénia.

## Littérature
Younès Adli, docteur en langue, littérature et société, obtenu à l´Inalco de Paris, a publié en 2010 son premier roman Les Nubel.
Il s´agit d´un récit historique retraçant la vie d´une famille berbère romanisée vivant au IVe siècle, sur un vaste domaine à Soumâa, non loin de l´actuelle Tizi Naïth Aïcha (Thénia).
Les Nubel ont mené une grande guerre contre Rome et dont l'enjeu était à l'échelle de tout l'Empire d'Afrique.
Les deux frères Firmus et Gildon sont des personnages dilués dans le monde des Berbères romanisés, mais en découvrant ensuite leur guerre contre Rome et leur réforme agraire au profit des paysans berbères autochtones, on mesure pleinement leur envergure et place dans l'histoire de la Berbérie.
En ajoutant à cela le départ de ces mouvements, qui s'est fait de Tizi Naïth Aïcha (l´actuelle Thénia, dans la Wilaya de Boumerdès).

### Sites archéologiques
- Bénian ntâa Soumâa : ruines numides dans la commune de Thénia.
- Mausolée de Blad Guitoun: ruines numides dans la commune de Si Mustapha.